# Кућа Бука
Кућа Бука (енгл. The Loud House) је америчка анимирана телевизијска серија креирана од стране Криса Савина за Никелодион. Серија се врти око свакодневно хаотичног живота дечака по имену Линколн Бука, који је по старости средње дете и једини дечак у породици од 11 деце. Радња је смештена у фиктивном граду у Мичигену званом Ројал Вудс, заснованом на родном граду Криса Савина, Ројал Оуку.
Серија је постављена на мрежу 2013. године као двоминутни кратки филм уврштен у годишњи програм анимираних кратких филмова. Следеће године, серија је добила дозволу за производњу. Епизоде су произведене у Nickelodeon Animation Studios-у у Бербанку, Калифорнија и анимиране у канадском студију Џем фаилд ентертејмент. Серија се заснива на Савиновом детињству, одрастање у великој породици, а на анимацију серије увелико су утицали новински стрипови.
Никелодион је првобитно објавио две епизоде Куће Бука на својој веб страници у априлу 2016. године. Серија је званичну премијеру имала 2. маја 2016. године, а од тада је емитовано девет сезона.
Кућа Бука је постигла велики рејтинг од свог првог наступа, постајући најпопуларнија дечја анимирана ТВ серија на америчкој телевизији, у првом месецу објављивања. Серија је добила значајну медијску пажњу и номинације 28. и 29. медијска награда ГЛААД за укључивање Хауарда и Харолда Мекбрајда, два споредна лика која су у међурасни геј брачни пар, чије је увођење у серију објављено у вестима као историјска ствар и изазвало је пораст рејтинга. У мају 2017. године, главни јунаци серије приказани су на насловној страни часописа Variety, као пример различитих ликова у дечјој серији.
Дана 6. марта 2018. године, објављено је да је серија обновљена четвртом сезоном. Спин-оф серије, Касаграндеси, је добио дозволу за производњу, док је дугометражни филм премијерно приказан на Нетфликсу 21. августа 2021.
У Србији, Црној Гори, Републици Српској и Северној Македонији серија је премијерно приказана 29. августа 2016. године на каналу Никелодион, синхронизована на српски језик. Синхронизацију ради студио Голд диги нет. Од 2017. године синхронизација се емитује и на каналу Б92, а у Црној Гори и Републици Српској су кренули са приказивањем од 12. јула на каналу РТРС и ТВ Вијести. Уводна шпица је такође синхронизована. Српска синхронизација нема ДВД издања.

## Епизоде
| Сезона | Сезона | Сегменти | Епизоде | Епизоде | Оригинално емитовање | Оригинално емитовање |
| Сезона | Сезона | Сегменти | Епизоде | Епизоде | Премијера            | Финале               |
| ------ | ------ | -------- | ------- | ------- | -------------------- | -------------------- |
|        | 1.     | 52       | 26      | 26      | 2. мај 2016.         | 8. новембар 2016.    |
|        | 2.     | 49       | 26      | 26      | 9. новембар 2016.    | 1. децембар 2017.    |
|        | 3.     | 48       | 26      | 26      | 19. јануар 2018.     | 7. март 2019.        |
|        | 4.     | 50       | 26      | 26      | 27. мај 2019.        | 23. јул 2020.        |
|        | 5.     | 47       | 26      | 26      | 11. септембар 2020.  | 4. март 2022.        |
|        | 6.     | TBA      | 26      | 26      | 11. март 2022.       | TBA                  |

### Слушајте породицу Бука
Никелодион и његов Јутјуб канал, направили су подкаст серију, Слушајте породицу Бука, у којој сваки члан породице Бука има свој подкаст који се врти око њихових тема.

### Кућа Бука и Касаграндес специјал - Дружење код куће
Никелодеон је направио свој први кросовер специјал где се првобитно одвија око Куће Бука и Касаграндес током КОВИД-19 пандемије, где као ликови попут Линколн Бука и Рони Ен ћаскају заједно преко ужива, где се разговарају о свим дешавањима и фејловима за коју су имали блесаву авантуру.

## Улоге
| Улога                                  | Оригинални глас | Српски глас |
| -------------------------------------- | --- | --- |
| Линколн Бука                           | Грант Палмер (С1Е1а-Е22б) Колин Дин (С1Е23а-С3Е18а) Текс Хамонд (С3Е18б-С4Е21б) Ашер Бишоп (С4Е23а-С6Е3а) Бентли Грифин (С6Е4-С7Е13б) Сојер Кол (С7Е15б-надаље) Џексон Пети (певање, С3Е17) | Маријана Живановић |
| Лори Бука                              | Кетрин Тејбер | Ива Манојловић (С1Е1а-С2Е26а) Марија Стокић (С3Е1-надаље) Дана Барбара (певање, С3Е17) |
| Лени Бука                              | Лилијана Мами | Ива Кевра (С1Е1а-С3Е26) Данина Јефтић (С4Е7а-12б) Милена Живановић (С4Е13) Ања Орељ (С4Е14а-надаље) Ивона Рамбосек (певање, С3Е17) |
| Луна Бука                              | Ника Футерман | Јелена Петровић (С1Е1а-С2Е14б) Јована Гавриловић (С2Е15а-С5Е6б, Е17а-18) Снежана Нешковић (С5Е8a-11б) Михаела Стаменковић (С5Е14б) Ђурђина Радић (С5Е19а-С7Е8б) Анђела Џаферовић (С7Е10а-надаље)                                                                                               |
| Луен Бука                              | Кристина Пучели | Маријана Живановић |
| Лин Бука Млађа                         | Џесика ди Чико | Наташа Поповић (С1Е1а-С4Е26б, С5Е3а-надаље) Ана Поповић (С5Е1-2) Ђурђина Радић (певање, С6Е4) |
| Луси Бука                              | Џесика ди Чико | Софија Јуричан (С1Е1а-С6Е23а, С7Е5а-надаље) Снежана Нешковић (С6Е25б) Михаела Стаменковић (С7Е4а) |
| Лана Бука                              | Греј Делајл | Ана Поповић Наташа Поповић (певање, С3Е17) Ђурђина Радић (певање, С6Е4) |
| Лола Бука                              | Греј Делајл | Анастасија Видаковић Дана Барбара (певање, С3Е17) Ђурђина Радић (певање, С6Е4) |
| Лиса Бука                              | Лара Џил Милер | Снежана Нешковић (С1Е1а-С3Е12б, Е17а, Е20а, Е22а, Е26-надаље) Јелена Поповић (С3Е13а-Е16а, Е18а) Софија Јуричан (С3Е23а, Е25б) |
| Лили Бука                              | Греј Делајл | Јована Чуровић (С1Е1а-С3Е26б, С6Е24б-надаље) Мина Ивановић (С4Е7а-С6Е23б) |
| Рита Бука                              | Џил Тели | Марија Видаковић (С1Е2а-Е26б) Ана Мандић (С2Е1-С4Е23б, С5Е1-надаље) Михаела Стаменковић (С4Е24а-Е26б) Софија Јуричан (певање, С3Е17) Ђурђина Радић (певање, С6Е4) |
| Лин Бука Старији                       | Брајан Степанек | Марко Марковић (С1Е1а-С8Е6а, С8Е9а-надаље) Милош Ђуричић (С8Е7а) |
| Клајд Мекбрајд                         | Калил Харис (С1Е1а-С3Е8а) Андре Робинсон (С3Е8б-С5Е26б) Џазир Бруно (С6Е1-С6Е15б) Џејден Вајт (С6Е19а-надаље)                                                                               | Никола Тодоровић (С1Е1а-С5Е9б, С5Е16а-надаље) Mateya (С5Е12а-14б; певање, С3Е17, С6Е4) Милан Антонић (певање, С5Е20а) |
| Сезона 1                               | | |
| ТВ најављивач                          | Брајан Степанек | Милан Тубић |
| Застрашујући зомби                     | Кетрин Тејбер | оригинални глас |
| Судија такмичења за најслађу девојчицу | Даран Норис | Милош Ђуричић |
| Компјутерски глас                      | Кетрин Тејбер | Јована Чуровић |
| Нежења                                 | Даран Норис | Жарко Степанов |
| Неименована девојчиџа #1               | Зое Песин (С1Е2б) Греј Делајл (С2Е8б) Кетрин Тејбер (С3Е8а) Ника Футерман (С7Е9б) Кимберли Брукс (С8Е2а) Одри Василевски (С8Е9б)                                                            | Јована Чуровић (С1Е2б-С2Е8б) Ивана Тењовић (С3Е8а) Милена Моравчевић (С7Е9б) Анђела Џаферовић (С8Е2а) |
| Ленс                                   | Џеј Грањани (С1Е2б) Хулиосезар Чавез (С1Е11б) Текс Хамонд (С3Е10а) Кристина Пучели (С5Е24б) Сејнти Нелсен (С7Е13а)                                                                          | Данко Ђорђевић (С1Е2б) Милан Тубић (С1Е11б) Данило Миловановић (С3Е10а) Марко Ћурчић (С5Е24б) Марко Јакшић (С7Е13а) |
| Часна сестра                           | Лара Џил Милер | Маријана Живановић |
| Гђа Џелински                           | Греј Делајл (С1Е3а) Сузана Блејксли (С1Е8а-надаље) | Валентина Павличић (С1Е3а, С2Е2а) Маријана Живановић (С1Е8а) |
| Позорник                               | Брајан Степанек (С1Е3а) Алан Рак (С1Е16б) Џејми Кејлер (С3Е6а) Фред Таташор (С3Е10б) Џон Димаџио (С4Е7б)                                                                                    | Немања Живковић (С1Е3а) Милан Тубић (С1Е16б, С3Е6а) Стеван Пиале (С3Е10б, С4Е7б) |
| Агнес Џонсон                           | Сузана Блејксли | Валентина Павличић (С1Е5а-С3Е3а, С3Е8а-надаље) непознато (С3Е3б) |
| Типи                                   | Кристина Пучели | Маријана Живановић |
| ТВ најављивач                          | Даран Норис | Немања Живковић |
| Џеј Рок                                | Брајан Степанек | Жарко Степанов (С1Е7б) Ђорђе Марковић (С2Е5а) |
| Достављач                              | Брајан Степанек | Жарко Степанов |
| Боби Сантјаго                          | Карлос Пена Вега | Лако Николић |
| Мик Свегер                             | Џеф Бенет | Милан Тубић |
| Менаџер базена #1                      | Фред Таташор | Жарко Степанов |
| Менаџер базена #2                      | Брајан Степанек | Немања Живковић |
| Менаџерка базена #3                    | Ника Футерман | Михаела Стаменковић |
| Г. Кокос                               | Кристина Пучели | Маријана Живановић |
| Глас игрице                            | Брајан Степанек | Милош Ђуричић |
| Лијам Ханикат                          | Лара Џил Милер | Милан Тубић (С1Е9а-С2Е15а, С3Е3б-Е24б, С4Е11б-надаље) Владан Слијепчевић (С2Е20а) Огњен Дрењанин (С3Е26) |
| Зак Гурдл                              | Џесика ди Чико | Данијел Корша (С1Е9а-С2Е5а) Огњен Мићовић (С2Е14а-С3Е11а, С3Е22а, С3Е25б) Mateya (С3Е15б) Алекса Станиловић (С4Е18б-надаље) Владан Слијепчевић (певање, С5Е1) Марко Марковић (певање, С6Е4) |
| Арти Домбровски                        | Лара Џил Милер (С1Е9а) Данијел Димаџио (С1Е19-надаље) | Никола Тодоровић (С1Е9а) Виктор Влајић (С1Е19а) Павле Јеринић (С3Е11а) |
| Чед                                    | Ника Футерман | Милан Тубић (С1Е9а) Милош Дашић (С5Е20а-надаље) |
| Хауард Мекбрајд                        | Мајкл Макдоналд | Немања Живковић |
| Харолд Мекбрајд                        | Вејн Брејди (С1Е9а-С6Е11а) Хари Пејтон (С6Е19а-надаље) | Милош Ђуричић |
| Мрвица (Чанк)                          | Џон Димаџио | Жарко Степанов (С1Е9а-С3Е3а) Бојан Хлишћ (С5Е6б-надаље) |
| Пуковник Крекерс                       | Фред Таташор | Милош Ђуричић |
| Главни точкић                          | Мејсин Вон | Милан Тубић |
| Испумпана гума                         | Блејк Бертранд | Огњен Мићовић (С1Е10а) Владан Слијепчевић (С1Е19а) |
| Расти Споукс                           | Вајат Грисволд (С1Е10а-С4Е26а) Овен Ривера-Беби (С5Е1-С5Е14а) Дијего Александер (С5Е16а-надаље)                                                                                             | Немања Живковић Владан Слијепчевић (певање, С5Е1) |
| Ти-Боун                                | Фред Таташор (С1Е10а-С2Е2б) Џон Димаџио (С4Е8а) Брајан Степанек (С4Е25б) | Жарко Степанов (С1Е10а-С2Е2б) Милош Дашић (С4Е8а) Ђорђе Марковић (С4Е25б) |
| Чирлидерсице                           | Кетрин Тејбер | Маријана Живановић |
| Фармер                                 | Фред Таташор (С1Е10а) Брајан Степанек (С5Е7а) | Бојан Хлишћ (С1Е10а) Милан Тубић (С5Е7а) |
| Девојчица #1                           | Кетрин Тејбер | Мариана Аранђеловић |
| Мама са колицима                       | Греј Делајл | Маријана Живановић |
| Флип Филипини                          | Џон Димаџио | Жарко Степанов (С1Е11а-С3Е25б) Милош Ђуричић (С4Е7а-С6Е14а, Е20б, С7Е1а-надаље) Лако Николић (С6Е16а) |
| Кетрин Малиган                         | Кетрин Тејбер | Јадранка Пејановић (С1Е11а) Марија Стокић (С1Е16б-24б) Вања Милачић (С2Е19) Ања Орељ (С3Е14а-С5Е3б) Софија Јуричан (С5Е12а-С6Е23б, С8Е4б) Снежана Нешковић (С6Е25б) Јована Чуровић (С7Е1а-Е2а)                                                                                                 |
| Водитељ Такер                          | Џон Димаџио | Милош Ђуричић |
| Девојка Џордан                         | Кетрин Тејбер (С1Е11б-С5Е17б, С6Е23б-надаље) Греј Делајл (С6Е6а) | Мина Ненадовић (С1Е11б) Ивана Тењовић (С1Е19а-С4Е11а, С5Е17б-Е26б, С6Е23б) Марија Стокић (С5Е12а) Ана Кораћ (С6Е6а) Ања Радовановић (С8Е2а) |
| Девојчица                              | Лара Џил Милер | Марина Кауцки (С1Е11б) Ивана Тењовић (С6Е1а) Анђела Џаферовић (С6Е26б) |
| Неименовани дечак                      | Томас Роби | Милош Ђуричић |
| Истребљивач                            | Фред Таташор | Бојан Хлишћ |
| Квин                                   | Кетрин Тејбер (С1Е12б) Џесика ди Чико (С6Е16б) | Јадранка Пејановић (С1Е12б) Марија Стокић (С6Е16б) |
| Ђубренце                               | Џон Димаџио | Жарко Степанов |
| Бад Гунђалић                           | Џон Димаџио | Немања Живковић (С1Е12б, С5Е8б) Милан Тубић (С1Е23a-С2Е18а, С3Е1-С3Е12б, С3Е17-С5Е8а, С5Е12а-надаље) Марко Марковић (С2Е21б) Милан Антонић (С3Е14а) |
| Оперска певачица                       | Лара Џил Милер (С1Е13а) Греј Делајл (С6Е3а) | Снежана Нешковић (С1Е13а) Марија Огњеновић (С6Е3а) |
| Бларни                                 | Џон Димаџио | Бранислав Јевтић |
| Пакер Апенхајмер                       | Џес Харнел | Марко Марковић |
| Шон                                    | Џес Харнел | Жарко Степанов |
| Моли                                   | Кетрин Тејбер | Снежана Нешковић |
| Тип за карте                           | Џеф Бенет | Милан Тубић |
| Шверцер                                | Џон Димаџио | Никола Немешевић |
| Скутс                                  | Греј Делајл | Софија Јуричан (С1Е13а) Марија Стокић (С2Е2б-11а, С2Е23б-С3Е24б, С4Е8а-С8Е1б) Јована Чуровић (С2Е22б, С8Е3а) Милена Моравчевић (С3Е26) |
| Капетан полиције                       | Џеф Бенет | Милош Ђуричић |
| Дони / Дејна Дуфрен                    | Меди Тејлор | Немања Живковић (С1Е14а) Ања Орељ (С3Е12а) Маријана Живановић (С6Е11б-Е18б) |
| Ружа Бука (Рут)                        | Греј Делајл | Софија Јуричан (С1Е14б) Михаела Стаменковић (С6Е6а) |
| Били                                   | Лара Џил Милер | Марија Стокић |
| Билијев отац                           | Џес Харнел | Немања Живковић |
| Хантер Спектор                         | Брајан Степанек | Милан Тубић |
| Алберт Рејнолдс                        | Фред Вилард (С1Е15а-С4Е14б) Кристофер Свиндл (С5Е9б) Пјотр Мајкл (С5Е25а-надаље) | Бранислав Платиша |
| Ланина другарица                       | непознато | Марија Стокић |
| Рони Ен Сантјаго                       | Бријана Иди (С1Е15б-С3Е21) Изабела Алварез (С4Е1-надаље) | Мина Ненадовић (С1Е15б-С4Е5б) Анђела Џаферовић (С4Е20а-надаље) |
| Трент                                  | Тристијан Чејс (С1Е15б) Гунар Сајзмор (С3Е10а) Стил Ганон (С3Е20а) Арчер Ватано (С7Е9а-надаље) Дона Пјерони (Бака Мекен)                                                                    | Лако Николић (С1Е15б) Огњен Мићовић (С3Е10а) Данко Ђорђевић (С3Е20а) Марко Ћурчић (С7Е9а-надаље) Ана Кораћ (Бака Мекен) |
| Другар из одељења #1                   | Џошуа Раш | Владан Слијепчевић |
| Другар из одељења #2                   | Мајлс Елиот | Милан Тубић |
| Другар из одељења #3                   | Морган Џинџерич | Милош Ђуричић |
| Другар из одељења #4                   | Џејдон Сенд | Немања Живковић |
| Конобар                                | непознато | Бранислав Јевтић |
| Вођа бенда                             | Карлос Алазраки | Бранислав Јевтић |
| Мајка другара                          | Кетрин Тејбер | Марија Стокић |
| Муштерија                              | Карлос Алазраки | Бојан Хлишћ |
| Кирби                                  | Џон Димаџио | Милош Ђуричић |
| Голфан (Тетерби)                       | Алан Рак | Лако Николић |
| Батлер                                 | Џон Димаџио | Немања Живковић |
| Запослена                              | Кристина Пучели | непознато |
| Мушкарац                               | Џеф Бенет | Милан Тубић |
| Члан бенда                             | Џон Димаџио | Милан Тубић |
| Др Фајнстајн                           | Чарли Шлатер | Бранислав Јевтић |
| Возач                                  | Џон Димаџио | Никола Немешевић |
| Хот дог муштерија                      | Брајан Степанек | Милан Антонић |
| Марџи                                  | Греј Делајл | Марија Стокић |
| Најављивач                             | Гари Ентони Вилијамс | Милан Тубић |
| Зомби девојка                          | Лара Џил Милер | Ивана Тењовић |
| Зомби дечак                            | Келвин Цвајкер | непознато |
| Менаџер                                | Гари Ентони Вилијамс | Жарко Степанов |
| Женска муштерија                       | Лара Џил Милер (С1Е18б) Минди Стерлинг (С3Е7б) непознато (С5Е26а) Стефани Ше (С6Е26б) Секунда Вуд (С7Е8а)                                                                                   | Снежана Нешковић (С1Е18б) / (С3Е7б) Марија Стокић (С5Е26а) Марија Огњеновић (С6Е26б-С7Е8а) |
| Дериште                                | Келвин Цвајкер | Данијел Корша |
| Мама деришта                           | Кристина Пучели (С1Е18б) Ејприл Стјуарт (С1Е24а) | Марија Стокић (С1Е18б) Милена Живановић (С1Е24а) |
| Жена на узорцима                       | Џил Тели | Марија Стокић |
| Ендру                                  | Џејкоб Хопкинс (С1Е19а) Греј Делајл (С6Е26а-надаље) | Виктор Влајић (С1Е19а) Марко Ћурчић (С6Е26-надаље) |
| Тренер Паковски                        | Џеф Бенет | Томаш Сарић |
| Џој                                    | Сидни Микајла | Јована Цавнић |
| Моли                                   | Хана Нордберг | Марија Огњеновић (С1Е19а, С4Е11а) Милена Моравчевић (С3Е11а) |
| Кет                                    | Кејтлин Кармајкл | Ивана Тењовић |
| Ученик                                 | непознато | Марко Ћурчић |
| Мушка муштерија #1                     | Џон Димаџио | Милан Тубић |
| Мушка муштерија #2                     | Брајан Степанек | Бранислав Јевтић |
| Женска муштерија #1                    | Ника Футерман (С1Е19б, С3Е1, С5Е23б) Лорен Том (С3Е23б) непознато (С7Е20б) | Марија Стокић (С1Е19б, С5Е23б, С7Е20б) Валентина Павличић (С3Е1) Весна Шашић (С3Е23б) |
| Плишани меда                           | Лара Џил Милер | Немања Живковић |
| Тренерка                               | Џил Тели | Марија Стокић |
| Женска муштерија #2                    | Кари Валгрен | Снежана Нешковић (С1Е19б) Марија Стокић (С1Е24а) |
| Старица                                | Џил Тели | Снежана Нешковић |
| Слопијев радник                        | Џон Димаџио | Лако Николић |
| Брајант                                | Џон Димаџио | Виктор Влајић |
| ТВ најављивач #2                       | Џон Димаџио | Милан Тубић |
| Чендлер Мекен                          | Данијел Дивенер | Алекса Станиловић (С1Е20б, С5Е8а-надаље) Mateya (С3Е20а-С5Е1-2) |
| Гас Игре и клопа                       | Фред Таташор (С1Е20б) Пол Шир (С5Е16а-надаље) Хулијан Реболедо (певање) | Милош Ђуричић (С1Е20б, С6Е1а-надаље) Милан Антонић (С5Е16а) непознати #1 (певање) |
| Најављивач игрице                      | Фред Таташор | Милош Дашић |
| Хок                                    | Вилбер Залдивар | Милан Антонић (С1Е21а) Предраг Дамњановић (С2Е24) |
| Хенк                                   | Матеус Ворд | Бранислав Јевтић (С1Е21а) Милан Тубић (С2Е24) |
| Водитељ утакмице                       | Вејд Вилијамс | Милан Тубић |
| Тренер Петлића                         | Вејд Вилијамс | Немања Живковић |
| Судија                                 | Брајан Степанек | Милан Антонић |
| Близнакиње                             | Лилијана Мами Лара Џил Милер | Валентина Павличић |
| Шумски ренџер                          | Џеф Бенет | Милан Тубић |
| Теби                                   | Памела Адлон | Милена Живановић |
| Кикот                                  | Аманда Макен | Јелена Стојиљковић |
| Хаику                                  | Џорџи Кидер | Милена Живановић (С1Е22а-С3Е7а) Данина Јефтић (С3Е24а, С4Е10а) Јована Цавнић (С4Е24б-С5Е24а) Марија Стокић (С6Е3б-надаље) |
| Поли Бол                               | Џорџи Кидер | Ивана Тењовић |
| Ди-џеј                                 | Чарли Шлатер | Милан Антонић |
| Глас игрице                            | Кетрин Тејбер | Валентина Павличић |
| Радник на вашару                       | Тревор Девал | Милан Антонић |
| Тинејџер радник                        | Тревор Девал | Бранислав Јевтић |
| Менаџер вашара                         | Тревор Девал | Милан Антонић |
| Линка                                  | Колин Дин | Маријана Живановић |
| Локи                                   | Сет Грин | Лако Николић |
| Лони                                   | Шон Астин | Милан Антонић |
| Лук                                    | Грег Сајпс | Милан Тубић |
| Лејн / Г. Кокос                        | Роб Полсен | Данијел Корша |
| Лин Млађи                              | Џесика ди Чико | Наташа Поповић |
| Ларс                                   | Џесика ди Чико | Софија Јуричан |
| Лиф                                    | Греј Делајл | Ана Поповић |
| Лекс                                   | Греј Делајл | Анастасија Видаковић |
| Ливај                                  | Лара Џил Милер | Снежана Нешковић |
| Леон                                   | Греј Делајл | Јована Чуровић |
| Линдси Душица                          | Џесика ди Чико | Валентина Павличић (С1Е23б) Дана Барбара (С6Е18б) |
| Меги                                   | Кари Валгрен | Милена Живановић |
| Мегина мама                            | Греј Делајл | Валентина Павличић |
| Мегин тата                             | Чарли Шлатер | Милан Тубић |
| Клинац из публике                      | Џесика ди Чико | Милан Антонић |
| Твинејџерка #1                         | Кимберли Брукс (С1Е24а) Џил Тели (С4Е26б) | Ивана Тењовић |
| Твинејџер #2                           | Чарли Шлатер | Милан Антонић |
| Местимично Кишни                       | Џон Димаџио | Бранислав Јевтић (С1Е24б-Е26б) Томаш Сарић (С6Е7а) Марко Марковић (С6Е23а-С8Е4б) |
| Приповедач                             | Џон Димаџио | Милан Антонић |
| Разводник                              | Брајан Степанек | Милан Антонић |
| Бларнијеве обожаватељке                | Кетрин Тејбер Лилијана Мами | Марија Стокић Марина Кауцки |
| Лутка девојчице                        | Џесика ди Чико | Валентина Павличић |
| Гђица Димартино                        | Сирена Ирвин | Милена Живановић |
| Хју                                    | Мет Киршен | Милан Антонић |
| Пица тип                               | Брајан Степанек | Лако Николић |
| Бициклиста                             | Џон Димаџио | Бранислав Јевтић |
| Сезона 2                               | | |
| Поштар                                 | Брајан Степанек | Виктор Влајић |
| Дарин Мекгауан                         | Џон Димаџио | Немања Вановић |
| Атлетичарка                            | непознато | Марија Стокић |
| Марго                                  | Лара Џил Милер (С2Е2а-С3Е10б) Брек Басинџер (С3Е23б-надаље) | Јелена Гавриловић (С2Е2а) Милена Моравчевић (С3Е10б) Марина Кауцки (С3Е23б) Јована Цавнић (С4Е18а-надаље) |
| Старац                                 | Роб Полсен | Немања Живковић |
| Сју                                    | Вероника Картрајт | Весна Шашић |
| Симур                                  | Роб Полсен | Немања Живковић |
| Маринац #1                             | Фред Таташор | Милан Антонић |
| Конобарица                             | Џил Тели | Јелена Гавриловић (С2Е2б) Марија Стокић (С7Е7б) |
| ТВ најављивач                          | Роб Полсен | Немања Живковић |
| Берни                                  | Фред Таташор | Томаш Сарић |
| Џефри                                  | Ијан Џејмс Корлет | Ђорђе Марковић |
| Фриц                                   | Џејмс Арнолд Тејлор | Жарко Степанов |
| Витни                                  | Кетрин Тејбер | Нина Лазаревић |
| Мушкарац                               | Брајан Степанек | Ђорђе Марковић |
| Масерка                                | Лара Џил Милер | Јелена Гавриловић |
| Раскалашни тип #1                      | Џејмс Арнолд Тејлор | Ђорђе Марковић |
| Раскалашни тип #2                      | Ијан Џејмс Корлет | Марко Марковић |
| Роки Споукс                            | Итан Мора | Марија Стокић |
| Гђица Шринивас                         | Анђела Малхорта | Марина Кауцки (С2Е5а) Ана Симић (С2Е20б) |
| Робот Тод                              | Брајан Степанек | Марко Марковић (С2Е5а) Милан Тубић (С5Е10а) Лако Николић (С5Е17а-надаље) |
| Шерил Ферил                            | Греј Делајл | Весна Шашић (С2Е5а) Валентина Павличић (С2Е11а, С3Е15а-С4Е18б, С6Е1б-Е4, С6Е11б, С6Е17а, С6Е26б-надаље) Михаела Стаменковић (С3Е3б-Е12а, С4Е24б-Е26б, С5Е3-Е8б, С5Е19а-Е23б, С6Е5а-Е8б) Владислава Спасић (С5Е2) Маријана Живановић (С5Е12а) Марија Стокић (С6Е15а) Милена Моравчевић (С6Е20б) |
| Стив                                   | Фил Ламар (С2Е5б) Ди Бредли Бејкер (С2Е22а) | Ђорђе Марковић |
| Тед                                    | Џим Мескимен | Лако Николић |
| Сергеј                                 | Фред Таташор | Томаш Сарић |
| Котаро                                 | Фил Ламар | Томаш Сарић (С2Е5б, С3Е26-надаље) Бранислав Јевтић (С2Е25б) |
| Тата у комбију                         | Фред Таташор | Никола Немешевић |
| Клинци у комбију                       | Ника Футерман Кетрин Тејбер | Јована Чуровић |
| Менаџер                                | Џим Мескимен | Ђорђе Марковић |
| Тип на депонији                        | Џим Мескимен | Томаш Сарић |
| Гђа Трент                              | Ејприл Стјуарт (С2Е6а) Греј Делајл (С3Е24б) | Драгана Кураица (С2Е6а) Милена Моравчевић (С3Е24б) |
| Тери                                   | Џесика ди Чико | Весна Шашић |
| Дејна                                  | Лара Џил Милер | Милена Моравчевић |
| Моника                                 | непознато | Милена Живановић |
| Пем                                    | Греј Делајл | Милена Моравчевић |
| Конобар                                | Карлос Алазраки | Ђорђе Марковић |
| Ђовани                                 | Карлос Алазраки | Жарко Степанов |
| Жена на полицијском радију             | Џил Тели | Драгана Кураица |
| Травис                                 | Џејми Кејлер | Ђорђе Марковић (С2Е8а) Милош Ђуричић (С3Е6а-С5Е7а) Марко Марковић (С7Е11б) |
| Пеп                                    | Џон Димаџио | Марко Јањић (С2Е8а) Милан Тубић (С3Е6а) Александар Глигорић (С7Е11б) |
| ТВ најављивач                          | Брајан Степанек | Ђорђе Марковић |
| Судија                                 | Џон Димаџио | Ђорђе Марковић |
| Фотографкиња                           | Сузана Блејксли | Јована Чуровић |
| Вилбур Хагинс                          | Стивен Тоболовски | Милан Тубић |
| Оператерка вожње                       | Ника Футерман | Сања Петровић |
| Радник пет шопа                        | Брајан Степанек | Марко Јањић |
| Глас телефона                          | Џил Тели | Весна Шашић |
| Возач буса                             | Брајан Степанек | Марко Јањић |
| Чез                                    | Ричард Хорвиц | Жарко Степанов (С2Е9б, С3Е10а) Милош Дашић (С2Е12б) |
| Ели                                    | Џесика ди Чико (С2Е9б) Кимберли Брукс (С5Е11б) Тијана Камачо (С9Е5а) | Весна Шашић (С2Е9б) Јована Цавнић (С5Е11б) |
| Тед                                    | Брајан Степанек | Немања Живковић (С2Е9б) Алекса Станиловић (С4Е22б) |
| Беки                                   | Лара Џил Милер | Ивана Тењовић (С2Е9а-С3Е10а) |
| Џои                                    | Ричард Хорвиц | Милан Тубић |
| Пенелопа                               | Зое Песин | Сања Петровић |
| Предшколац #1                          | Зое Песин | Јована Чуровић |
| Предшколац #2                          | Лара Џил Милер | Милена Моравчевић |
| Учитељица ликовног                     | Кетрин Тејбер | Милена Моравчевић |
| Марија Сантјаго                        | Сумали Монтано | Весна Шашић (С2Е10б-С3Е5а, С4Е1-Е5б) Ивана Тењовић (С3Е21) |
| Приповедач                             | Џеф Бенет | Томаш Сарић |
| Силеџија #1                            | Џеф Бенет | Томаш Сарић |
| Силеџија #2                            | Ника Футерман | Томаш Сарић |
| Клинци                                 | Колин Дин Лилијана Мами Кристина Пучели | Алекса Станиловић Стеван Пиале Милош Дашић |
| Ли                                     | Кетрин Тејбер | Марина Кауцки |
| Бил Бак                                | Џеф Бенет | Томаш Сарић |
| Шмити                                  | Ди Бредли Бејкер | Жарко Степанов |
| Корин                                  | Џен Џонс | Валентина Павличић |
| Приповедачица Зелене миље              | Џен Џонс | Весна Шашић |
| ТВ најављивач                          | Брајан Степанек | Немања Живковић |
| Клер                                   | Џулијет Доненфелд | Јована Чуровић |
| Др Шатлворт                            | Минди Стерлинг (С2Е12а-С5Е2, С6Е24б) Алекс Казарес (С5Е26а) | Весна Шашић (С2Е12а) Снежана Нешковић (С5Е1-2) Софија Јуричан (С5Е26а) Марија Стокић (С6Е24б) |
| Франциско                              | непознато | Стеван Пиале |
| Сајлас                                 | непознато | Данко Ђорђевић |
| Дејвид                                 | Ричард Хорвиц | Милош Ђуричић |
| Скипи                                  | Ричард Хорвиц | Стеван Пиале |
| Бени Штајн                             | Џесика ди Чико (С2Е12б) Шон Џамброн (С3Е25а-надаље) | Алекса Станиловић (С2Е12б) Огњен Мићовић (С3Е25а) Марко Ћурчић (С4Е12б-надаље) |
| Мези                                   | Кристина Пучели (С2Е12б) Рај Чејс (С4Е16а-надаље) | Марина Кауцки (С2Е12б) Јована Цавнић (С4Е16а-надаље) |
| Сем Шарп                               | Џил Тели (С2Е12б) Алисон Стонер (С3Е24б-надаље) | Ивана Тењовић Милена Моравчевић (певање, С4Е17б) Ирина Арсенијевић (певање, С7Е2а) |
| Роса Касагранде                        | Соња Манзано | Ана Кораћ (С2Е13, С3Е16б-надаље) Весна Шашић (С3Е5а) |
| Хектор Касагранде                      | Рубен Гарфијас | Димитрије Илић (С2Е13-С3Е21) Бора Ненић (С4Е1-надаље) |
| Карлос Касагранде                      | Карлос Алазраки | Милош Ђуричић |
| Фрида Пуга Касагранде                  | Роксана Ортега | Марија Стокић (С2Е13) Марина Кауцки (С3Е5а-С4Е5б) Маријана Живановић (С6Е21) |
| Карлота Касагранде                     | Алекса Пена Вега | Милена Живановић (С2Е13, С3Е5а) Данина Јефтић (С3Е16б-С4Е5б) Марија Огњеновић (С6Е21-надаље) |
| Си Џеј Касагранде                      | Џаред Козак | Милан Тубић |
| Карл Касагранде                        | Алекс Казарес | Стеван Пиале (С2Е13-С3Е21) Томислав Божовић (С4Е1-надаље) |
| Карлитос Касагранде                    | Роксана Ортега | Данко Ђорђевић |
| Серђо                                  | Карлос Алазраки | Немања Живковић (С2Е13-С4Е20а) Томаш Сарић (С6Е13а-надаље) |
| Мали старац                            | Брајан Степанек | Милош Ђуричић |
| Вито Филипонио                         | Карлос Алазраки | Милош Дашић Марко Марковић (певање) |
| ТВ најављивач                          | Брајан Степанек | Немања Живковић |
| Достављач манга                        | Брајан Степанек | Милош Ђуричић |
| Тони                                   | Чарли Шлатер | Милан Тубић |
| Домаћин Десертне олује                 | Чарли Шлатер (С2Е14б) Џејмс Арнолд Тејлор (С6Е6б) | Милан Тубић (С2Е14б) Александар Глигорић (С6Е6б) |
| Родни Споукс                           | Ричард Хорвиц | Милан Антонић (С2Е15а, С6Е5б-Е20б, С7Е18а) Милош Дашић (С4Е12а) Милан Тубић (С5Е9а-С6Е3б) |
| Конобарица                             | Ванеса Маршал | Ана Кораћ |
| Рене                                   | Лили Меј Силверстајн | Снежана Нешковић |
| Хети                                   | Лара Џил Милер | Ана Кораћ |
| Тина                                   | Ванеса Маршал (С2Е15а) Греј Делајл (С5Е9б) | Ана Кораћ (С2Е15а) Снежана Нешковић (С5Е9б) |
| Карате девојка                         | Џесика ди Чико | Марија Огњеновић (С2Е15а) Ивана Тењовић (С3Е11а) |
| Возач буса                             | Ричард Хорвиц | Милан Антонић |
| ТВ најављивач Меланхоличних вампира    | Брајан Степанек | Немања Живковић |
| Едвин                                  | Џон Димаџио | Томаш Сарић |
| ТВ најављивач Аудиције                 | Џон Димаџио | Немања Живковић |
| Гризелда                               | Џил Тели | Ана Кораћ (С2Е15б) Марина Кауцки (С3Е7а) |
| Тинејџерка                             | Греј Делајл | Ана Кораћ |
| Ривалска кормиларка                    | Кетрин Тејбер | Милена Моравчевић |
| Менаџер мотела                         | Кристина Пучели | Предраг Дамњановић |
| Мушкарац                               | Џон Димаџио | Милан Антонић |
| Запослени                              | Фред Таташор | Милан Антонић |
| Естрадна менаџерка                     | Греј Делајл (С2Е17а) Џил Тели (С3Е5б) Кари Валгрен (С4Е22а) Кетрин Тејбер (С5Е24а-С6Е1б) | Ана Кораћ (С2Е17а) Михаела Стаменковић (С3Е5б) Милена Моравчевић (С4Е22а) Ања Орељ (С5Е24а-С6Е1б) |
| Високи провалник                       | Карлос Пена Вега | Милан Антонић |
| Инструктор јоге                        | Џон Димаџио | Милан Антонић |
| Пуњени плишани меда                    | Џесика до Чико | Весна Шашић |
| Глас видео игрице                      | Брајан Степанек | Милан Антонић |
| Бампер Јејтс Старији                   | Бари Вилијамс | Милан Антонић |
| Џенси Јејтс                            | Морин Макормик | Сања Поповић |
| Беатрикс Јејтс                         | Стефани Ше | Вања Милачић |
| Бампер Јејтс Млађи                     | Карсон Пак | Никола Тодоровић |
| Бел Јејтс                              | Стефани Ше | Мина Ненадовић |
| Бо Јејтс                               | Стефани Ше | Огњен Дрењанин |
| Најављивач                             | Брајан Степанек | Предраг Дамњановић |
| Предшколац                             | Греј Делајл | Марија Стокић |
| Дарси Хелмандолар                      | Маријел Шитс | Мина Ненадовић (С2Е20б) Ивана Тењовић (С5Е11а) Петра Семиз (С8Е4а) |
| Најављивач                             | Џим Мескимен | Лако Николић |
| Олмек                                  | Ди Бредли Бејкер | Милан Антонић |
| Кирк Фог                               | Кирк Фог | Бојан Хлишћ |
| Чувар храма                            | Брајан Степанек | Томаш Сарић |
| Стек Стенко                            | Џејс Норман | Данило Миловановић |
| Стен Стенко                            | Купер Барнс | Лако Николић |
| Жена на аеродрому                      | Кристина Пучели | / |
| Обезбеђење на аеродрому                | Ди Бредли Бејкер | Милош Ђуричић |
| Рип Хардкор                            | Берт Крајшер | Немања Живковић |
| ТВ роботски глас                       | Брајан Степанек | Милош Ђуричић |
| Жестоки лик                            | Џон Димаџио | Милан Антонић |
| Жена                                   | Лара Џил Милер | Јована Чуровић |
| Робот                                  | Брајан Степанек | Немања Живковић |
| Најављивач реклама                     | Чарли Шлатер | Предраг Дамњановић |
| Моли Вета                              | Ени Сертич (С2Е23а, С3Е23б) Џесика ди Чико (С7Е20а) | Вања Милачић (С2Е23а) Весна Шашић (С3Е23б) непознато (С7Е20а) |
| Ватрени голуб                          | Џил Тели | оригинални глас |
| Smellwood Brosin                       | Чарли Шлатер | оригинални глас |
| Девојчица са великим носем             | Кристина Пучели | Маријана Живановић |
| Мајка беле косе                        | Греј Делајл (С2Е23б) Џесика ди Чико (С8Е3а) | Марија Стокић (С2Е23б) Јована Чуровић (С8Е3а) |
| Ћерка                                  | Кетрин Тејбер | Мина Ненадовић |
| Алистер                                | Џесика ди Чико | Вељко Смиљанић |
| Најџел                                 | Ника Футерман | Милена Живановић |
| Вајат                                  | Брајан Степанек | Предраг Дамњановић |
| Жена                                   | Ника Футерман | Валентина Павличић |
| Балерина                               | Кетрин Тејбер | Сања Петровић |
| Клинац чаробњак                        | Кристина Пучели | Предраг Дамњановић |
| Клинац робот                           | непознато | Предраг Дамњановић |
| Клинац мумија                          | Брајан Степанек | Предраг Дамњановић |
| Хот дог клинка                         | Џил Тели | Марија Стокић |
| Фентон                                 | Џил Тели | Марија Огњеновић |
| Боби Флечер                            | Карсин Елеџ | Јелисавета Кораксић (С2Е26а) Снежана Нешковић (С4Е23а) |
| Најављивач                             | Џон Димаџио | Бранислав Јевтић |
| Грант                                  | Грант Палмер | Милан Антонић (С2Е26а) Милош Ђуричић (С3Е23б) Бранислав Јевтић (С4Е18а-надаље) |
| Муштерија #5                           | Кетрин Тејбер | Маријана Живановић |
| Сезона 3                               | | |
| Жена                                   | Греј Делајл | Валентина Павличић |
| Гђа Паркер                             | Кристина Пучели | Ана Кораћ (С3Е1) Милена Моравчевић (С3Е11б) |
| Девојчица                              | Џил Тели | Валентина Павличић |
| Џери Клинг                             | Карлос Алазраки | Павле Јеринић |
| Конобар                                | Карлос Алазраки | Иван Заблаћански |
| Возач буса                             | Карлос Алазраки | Милан Антонић |
| Члан екипе                             | Џесика ди Чико | Марија Огњеновић |
| Затвореник                             | Метју Вилиг | Павле Јеринић |
| Возач                                  | Данијел Рос | Милош Ђуричић |
| Камионџија                             | Данијел Рос | Милан Антонић |
| Консијерж                              | Моли Фрејлич | Марина Кауцки |
| Ворен                                  | Колин Дин | Маријана Живановић |
| Бети                                   | Кетрин Тејбер | Милена Моравчевић Марија Стокић |
| Беверли                                | Кетрин Тејбер | Мина Ненадовић |
| Блер                                   | Лилијана Мами | Ива Кевра |
| Бренда                                 | Лилијана Мами | непознато |
| Барбара                                | Ника Футерман | Јована Гавриловић |
| Боди                                   | Ника Футерман | Милена Живановић |
| Биби                                   | Кристина Пучели | Маријана Живановић |
| Бипа                                   | Кристина Пучели | Маријана Живановић |
| Бејли                                  | Џесика ди Чико | Наташа Поповић |
| Бела                                   | Џесика ди Чико | Софија Јуричан |
| Бјула                                  | Греј Делајл | Ана Поповић |
| Бернадет                               | Греј Делајл | Анастасија Видаковић |
| Беатрис                                | Лара Џил Милер | Снежана Нешковић |
| Бланч                                  | Лара Џил Милер | Јована Цавнић |
| Дени                                   | Калил Харис | Никола Тодоровић |
| Бетани                                 | Криси Канон | Марија Огњеновић |
| Бри                                    | Криси Канон | Весна Шашић |
| Бернис                                 | Блер Динучи | Марија Огњеновић |
| Берта                                  | Блер Динучи | Мина Ненадовић |
| Брук                                   | Алтара Мишел | Михаела Стаменковић |
| Бјанка                                 | Алтара Мишел | Мина Ненадовић |
| Белинда                                | Леа Морено | Марија Стокић Јелисавета Кораксић |
| Берди                                  | Леа Морено | Весна Шашић |
| Бет                                    | Лиса Шефер | непознато |
| Бренди                                 | Лиса Шефер | Весна Шашић |
| Нова девојчица                         | Хејли Тју | Марина Кауцки |
| Велики клинац                          | Адисон Чандлер | Урош Дробац |
| Стела Жао                              | Хејли Тју | Марина Кауцки (С3Е2а) Марија Огњеновић (С3Е15б-надаље; певање С5Е1) Јована Чуровић (певање, С7Е20б) |
| Клинац #1                              | Ештон Арбаб | Урош Дробац |
| Клинац #2                              | непознато | / |
| Миртл Рејнолдс                         | Џенифер Кулиџ | Валентина Павличић |
| Гђица Вапорсијан                       | Кет Суси | Михаела Стаменковић |
| Власник продавнице плоча               | Ијан Џејмс Корлет | Павле Јеринић |
| Муштерија тинејџерка                   | Џил Тели | Весна Шашић |
| Менаџерка клуба                        | Кет Суси | Валентина Павличић |
| Тимоти Мекол                           | Бил Мами | Павле Јеринић |
| Керол Пингри                           | Ешлин Меден | Валентина Павличић |
| Самир                                  | Макана Сеј | Владан Слијепчевић |
| Кејси                                  | Кристијан Сајмон | Иван Павличић |
| Ники                                   | Натали Колин | Михаела Стаменковић |
| Грађанин                               | Дилан Бојак | Жарко Степанов |
| Кондуктер                              | Карлос Алазраки | Милош Ђуричић |
| Оператер лифта                         | Рубен Гарфијас | Павле Јеринић |
| Линколнов дублер                       | Ијан Џејмс Корлет | Павле Јеринић |
| Лорина дублерка                        | Кетрин Тејбер | Марија Стокић |
| Ленина дублерка                        | Лилијана Мами | Ива Кевра |
| Лунина дублерка                        | Ника Футерман | Јована Гавриловић |
| Лусина дублерка                        | Џесика ди Чико | Софија Јуричан |
| Ланина дублерка                        | Греј Делајл | Анастасија Видаковић |
| Лолина дублерка                        | Греј Делајл | Ана Поповић |
| Лисина дублерка                        | Лара Џил Милер | Снежана Нешковић |
| Ритина дублерка                        | Џил Тели | Ана Мандић |
| Линов дублер                           | Брајан Степанек | Марко Марковић |
| Режисерка                              | Кетрин Тејбер | Валентина Павличић |
| Квизмастер                             | Ијан Џејмс Корлет | Павле Јеринић |
| Возач камиона за селидбе               | Брајан Степанек | Павле Јеринић |
| Судија                                 | Тревор Девал | Милан Антонић |
| Дајен                                  | Криси Канон | Михаела Стаменковић |
| Паула Прајс                            | Кри Самер | Јелисавета Кораксић (С3Е6а) Ивана Тењовић (С3Е23б-С5Е7а, С5Е15б) Марија Стокић (С5Е12б-13а) Ана Поповић (С6Е17а) Јована Васић (С7Е11б) |
| Маја                                   | Кели Жан Беџли | Марина Кауцки (2 реченице) Милица Јанкетић (2 реченице) |
| Ејми                                   | Мајли Фланаган | Марина Кауцки |
| Затвореник                             | Тревор Девал | Милош Ђуричић |
| Морган                                 | Мајли Фланаган | Софија Јуричан |
| Меган                                  | Кри Самер | Милица Јанкетић |
| Жан Хуанова играчица                   | Кели Жан Беџли | Софија Јуричан |
| Електронски глас                       | Греј Делајл | Милена Моравчевић |
| Сабласни ТВ најављивач                 | Чарли Шлатер | Немања Живковић |
| Тристан                                | Џек Грифо | Mateya (С3Е7а) Марко Ћурчић (С5Е24а, 1 реченица) Никола Тодоровић (С5Е24а, 2 реченице) |
| Персефона                              | Лара Џил Милер | Марина Кауцки (С3Е7а) Сања Поповић (С4Е10а-Е24б) Дана Барбара (С5Е5) Ирина Арсенијевић (С5Е16б-надаље) |
| Полицајка Шофнер                       | Минди Стерлинг | Весна Шашић |
| Љути возач                             | Брајан Степанек | Владан Слијепчевић |
| Сестра Пати                            | Лара Џил Милер | Милена Моравчевић (С3Е8а) Ивана Тењовић (С3Е15) |
| Наставница поезије                     | Ника Футерман | Марина Кауцки |
| Ученица поезије #1                     | Греј Делајл | Милена Моравчевић |
| Тарин                                  | Лара Џил Милер (С3Е8б) Тарин Ван Слајк (С4Е9б) | Маријана Живановић (С3Е8б) Михаела Стаменковић (С4Е9б) |
| Ученик поезије #3                      | Фред Таташор | Бранислав Јевтић |
| Трудна гот мама                        | Кетрин Тејбер | Милена Моравчевић |
| Др Џелсон                              | Сирена Ирвин | Милена Моравчевић |
| Лабораторијски научник                 | Брајан Степанек | Немања Живковић |
| Робот                                  | Џил Тели | Милена Моравчевић |
| ТВ најављивач Брода снова              | Брајан Степанек (С3Е9а-С5Е24б,) Рик Зиф (С6Е10а) | Милан Тубић (С1Е20б, С6Е10а, Е18б, С7Е1а) Милан Антонић (С3Е9а) Иван Заблаћански (С4Е9а) Милош Ђуричић (С4Е21б) Владан Слијепчевић (С5Е24б) Немања Живковић (С6Е25б) |
| Временска машина                       | Брајан Степанек | Милан Тубић |
| Достављачица                           | Алекс Казарес | Јована Цавнић |
| Глас са огласа                         | Карлос Алазраки | Стеван Пиале |
| Оператер балона                        | Брајан Степанек | Павле Јеринић |
| Ручавалац #1                           | Кетрин Тејбер | Павле Јеринић |
| Ручавалац #2                           | непознато | Јована Чуровић |
| Ватрогасац                             | Џон Димаџио | Павле Јеринић |
| Ас Сналажљиви                          | Џон Димаџио | Немања Живковић |
| Мали клинац                            | Лара Џил Милер | Јована Чуровић |
| Флеш Карта                             | Ричард Хорвиц | Милан Антонић |
| Клинка #1                              | Греј Делајл | Марија Стокић |
| Клинац #2                              | Лара Џил Милер | Иван Павличић |
| Бака баштованка                        | Џил Тели | Милена Моравчевић |
| Другарица #1                           | Брајан Степанек | Јована Чуровић |
| Другарица #2                           | Џил Тели | Јована Гавриловић |
| Другарица #3                           | непознато | Милена Моравчевић |
| Другарица #4                           | Лара Џил Милер | Марија Стокић |
| Мрски лик                              | Тревор Девал | Павле Јеринић |
| Алергична жена                         | Ника Футерман (С3Е11б) Џорџи Кидер (С6Е16б) | Јована Чуровић (С3Е11б) Марија Огњеновић (С6Е16б) |
| Тип са краватом                        | Џеф Бенет | Милан Тубић |
| Жена типа са краватом                  | Лара Џил Милер | Милена Моравчевић |
| Интервјуиста                           | Џеф Бенет | Милош Ђуричић |
| Касирка                                | Кари Валгрен | Марина Кауцки |
| Конобар                                | Тревор Девал | Немања Живковић |
| Гђица Кармајкл                         | Кари Валгрен | Валентина Павличић (С3Е11а, С4Е10б-надаље) Јелисавета Кораксић (С3Е14б) Ања Орељ (С5Е3а) |
| Кхина                                  | Алекса Пена Вега | Милена Моравчевић |
| Џеки                                   | Џесика ди Чико | Милена Живановић |
| Клодет                                 | Џил Тели | Марија Огњеновић |
| Спа радница                            | Алекса Пена Вега | Сања Поповић |
| Спа муштерија                          | Меди Тејлор | Михаела Стаменковић |
| Пем Фокс                               | Греј Делајл (С3Е12б) Кетрин Тејбер (С3Е16а-С5Е21а) | непознато (С3Е12б) непознато (С3Е16а) Ања Орељ (С5Е21а) |
| Пазитељ                                | Фил Ламар | Бојан Хлишћ |
| Грађевински радник                     | Тревор Девал | Бојан Хлишћ |
| Камерман                               | Тревор Девал | Стојан Ђорђевић |
| Тинејџерка                             | Кристина Пучели | Марија Огњеновић |
| Син Кармајклове                        | Такер Чендлер | Марко Ћурчић |
| Габи                                   | Кари Валгрен | Марија Огњеновић |
| Габина мама                            | Греј Делајл | Михаела Стаменковић |
| Фиона                                  | Алекс Рајан | Данина Јефтић (С3Е14б, Е19а) Марина Кауцки (С4Е10б) Јована Цавнић (С5Е3а-надаље) |
| Норм                                   | Џеф Бенет | Немања Живковић (С3Е15а) Бојан Хлишћ (С4Е11а) |
| Кели                                   | Џил Тели (С3Е15б) Куртне Тејлор (С7Е1а) | Маријана Живановић |
| Стиви Фокс                             | Лара Џил Милер | Огњен Мићовић |
| Кејлеб Меколи                          | Кристофер Бел | Огњен Мићовић |
| Камил Меколи                           | Брија Синглтон | Јована Чуровић |
| Мишел                                  | Рејчел Бутера Мишел Луис (певање) | Ана Кораћ Милена Моравчевић (певање) |
| Даг                                    | Даг Роквел | Лако Николић Марко Марковић (певање) |
| Поп певачица                           | Това Литвин | Ивона Рамбосек |
| Аутоматизовани детектор лажи           | Џеф Бенет | Немања Живковић |
| Глас видео игрице                      | Брајан Степанек | Немања Живковић |
| Мигел                                  | Тонатију Елизараз | Огњен Дрењанин (С3Е19а-С4Е12б) Милан Антонић (С5Е3а) Вук Гајић (С5Е16а) Виктор Влајић (С6Е14б) Немања Живковић (С6Е26б) Никола Тодоровић (С7Е14а) |
| Џеки                                   | Роми Дејмс | Анђела Џаферовић |
| Менди                                  | Аријел Фурније | Ана Кораћ (С3Е19а) Јана Пауновић (С5Е16а) |
| Себастијан                             | Роми Дејмс | Марко Ћурчић |
| Водитељ                                | Даран Норис | Немања Живковић |
| Курт                                   | Даран Норис | Милан Тубић |
| Школски кувар                          | Џејмс Арнолд Тејлор | Павле Јеринић |
| Гђица Пем                              | Лорен Том | Ана Кораћ |
| Ученица                                | Ника Футерман | Анђела Џаферовић |
| Осмак                                  | Мајли Фланаган | Огњен Дрењанин |
| Ученица фотографије                    | Греј Делајл | Марина Кауцки |
| Бајрон                                 | Мајли Фланаган | Марко Ћурчић (С3Е19б-С5Е12б) Немања Живковић (С5Е26б) |
| Цици                                   | Лорен Том | Данина Јефтић |
| Г. Болхофнер                           | Џејмс Арнолд Тејлор | Павле Јеринић (С3Е19б-Е23б) Немања Вановић (С5Е1-2) Ђорђе Марковић (С5Е4б) Немања Живковић (С5Е9а) Милан Тубић (С5Е12б-надаље) |
| Тренер Кек                             | Греј Делајл | Михаела Стаменковић (С3Е19б-Е23б, С5Е26б-надаље) Јована Цавнић (С5Е1) |
| Ученица                                | непознато | Милена Моравчевић |
| Ученик                                 | непознато | Огњен Мићовић |
| Старији ученик                         | Џејмс Арнолд Тејлор | Стојан Ђорђевић |
| Ричи                                   | Еван Кишијама | Огњен Мићовић |
| Кејт Бернардо                          | Греј Делајл | Весна Шашић (С3Е20а-26) Михаела Стаменковић (С5Е15а, Е24а-надаље) Јована Цавнић (С5Е17а) |
| Зомби                                  | Ника Футерман | Маријана Живановић |
| Сосбот                                 | Карлос Алазраки | Немања Живковић |
| Истоваривач                            | Џон Димаџио | Бранислав Јевтић |
| Линколнова протеза                     | Џеф Бенет | Томаш Сарић |
| Голферски најављивач                   | Даран Норис | Стојан Ђорђевић |
| Професор                               | Брајан Степанек | Стојан Ђорђевић |
| Приповедачица пријатног гласа          | Греј Делајл | Весна Шашић |
| Студенткиња                            | Џил Тели | Ања Орељ |
| Тренер Хач                             | Џејн Линч | Милена Моравчевић |
| Тренер Ниблик                          | Даран Норис | Милан Тубић |
| Берт                                   | Даран Норис | Немања Живковић |
| Изнервирана муштерија                  | Брајан Степанек | Лако Николић |
| Млади Лин Старији                      | Греј Делајл (С3Е23а) Брајан Степанек (С4Е6б-надаље) | Марко Марковић |
| Паулина мама                           | Лара Џил Милер | Ивана Тењовић |
| Тата у Подриг пљеки                    | Џон Димаџио (С3Е23б) Џејмс Арнолд Тејлор (С5Е23б) непознато (С7Е20б) | Милан Тубић (С3Е23б) Немања Вановић (С5Е23б, С7Е20б) |
| Мушкарац у Подриг пљеки                | Џејмс Анролд Тејлор | Лако Николић |
| Тинејџер у Подриг пљеки                | Џејмс Анролд Тејлор | Огњен Дрењанин |
| Фудбалски тренер                       | Кри Самер | Милена Моравчевић |
| Дечак                                  | Кри Самер | Огњен Дрењанин |
| Надзорница Чен                         | Кана Коинума | Ана Симић (С3Е24а) Јелена Поповић (С4Е20б) |
| Менаџерка Загорелог зрна               | Кристина Пучели | Милена Моравчевић (С3Е24а, С6Е16а) Марија Стокић (С6Е5а, 2 реченице) Јелена Поповић (С6Е5а, 3 реченице) Јована Цавнић (С6Е11б) |
| Тип са брковима                        | Џил Тели | Ања Орељ |
| Саша                                   | Марлоу Баркли (С3Е24б) Џорџи Кидер (С4Е24б) Деби Дерибери (С8Е9б) | Анђела Џаферовић (С3Е24а) Јана Пауновић (С4Е24б) |
| Амир                                   | Парса Монтазери | Виктор Мајер (С3Е24а) Марко Ћурчић (С4Е24б) |
| Тереза Дејвис                          | Ивет Никол Браун | Ана Кораћ (С3Е24б-С4Е11б) Сања Поповић (С5Е11б-Е19а) Јована Цавнић (С6Е4) Ђурђина Радић (певање, С6Е4) |
| Хеленa (Лин Млађа)                     | непознато | Данина Јефтић |
| Запослени у ласерском лавиринту        | Сунил Малхорта | Милош Ђуричић |
| Плесни инструктор                      | Сунил Малхорта | Милош Ђуричић |
| Продавац сока                          | Сунил Малхорта | Милош Ђуричић |
| Шенон                                  | Греј Делајл (С3Е25а-С4Е16а, С5Е15а-надаље) Ника Футерман (С4Е23б) | Ања Орељ (С3Е25а) Ивана Тењовић (С4Е16а) Јована Цавнић (С4Е23б) Милена Моравчевић (С5Е15а) |
| Спенсер                                | Оги Бенкс | Иван Заблаћански (С3Е25а) Владан Слијепчевић (С4Е16а) Бранислав Јевтић (С5Е15а-С8Е3а) |
| Лео                                    | Оги Бенкс | Иван Заблаћански |
| Рекс                                   | Ерик Бауза | Немања Живковић |
| Руби                                   | Назнин Контрактор | Данина Јефтић |
| Ејми                                   | Камали Минтер | Марина Кауцки (С3Е25а) Ирина Арсенијевић (С5Е15а) |
| Либерти                                | Камали Минтер | Ања Орељ |
| Гђа Јабука                             | Шон Џамброн | Огњен Мићовић (С3Е25а) Марко Ћурчић (С4Е12б-надаље) |
| Алфред                                 | Џон Димаџио | Иван Заблаћански |
| Невероватни Духини                     | Дејвид Џекс | Бранислав Јевтић (С3Е25б) Немања Живковић (С7Е3б) |
| Проценитељ                             | Мајкл Макдоналд (С3Е25б) Џон Димаџио (С7Е10а) | Лако Николић (С3Е25б) Немања Вановић (С7Е10а) |
| А. Клинац                              | Бен Жиру | Огњен Дрењанин |
| Жан Хуанова хостеса                    | Ника Футерман (С3Е26-С5Е17а) Џорџи Кидер (С7Е4а) | Михаела Стаменковић (С3Е26) Марија Огњеновић (С5Е17а) Ирина Арсенијевић (С7Е4а) |
| Алоха Друг домаћин                     | Брајан Степанек | Иван Заблаћански |
| Ђовани Ченгс домаћин                   | Бен Жиру | Томаш Сарић |
| Banger's & Mosh домаћин                | Џон Димаџио | Томаш Сарић |
| Ерни                                   | Фил Ламар (С3Е26) Ричард Хорвиц (С4Е24б) | Александар Новаковић (С3Е26) непознато (С4Е24б) |
| Старица                                | Ника Футерман | Милена Моравчевић |
| Механички глас                         | Бен Жиру | Марко Марковић |
| Сезона 4                               | | |
| Сид Ченг                               | Леа Меј Голд | Ивона Рамбосек |
| Аделејд Ченг                           | Лекси Секстон | Тиња Дамњановић |
| Бека Ченг                              | Мелиса Џоан Харт | Сања Поповић |
| Стенли Ченг                            | Кен Џонг | Томаш Сарић |
| Гђа Керники                            | Лори Фрејзер | Софија Јуричан |
| Г. Скали                               | Фил Ламар | Милош Дашић |
| Бруно                                  | Ерик Бауза | Павле Јеринић |
| Г. Рејнолдс                            | Ерик Бауза | Павле Јеринић |
| Гђа Рејнолдс                           | Ника Футерман | Јована Цавнић |
| Хипстер                                | Ерик Бауза | Павле Јеринић |
| Хипстерка                              | Алекс Казарес | Ања Орељ |
| Мушки пар                              | Ерик Бауза Рубен Гарфијас | Павле Јеринић Милош Дашић |
| Миранда                                | Кристина Пучели | Ања Орељ |
| Џорџија                                | Шондалија Вајт | Михаела Стаменковић |
| Г. Накамура                            | Брус Лок | Немања Вановић |
| Кори Накамура                          | Ерик Бауза | Огњен Дрењанин |
| Алексис Флорес                         | Ника Футерман | Михаела Стаменковић |
| Ел Фалкон                              | Карлос Алазраки | Милан Антонић |
| Дечак #1                               | Роксана Ортега | Марко Ћурчић |
| Дечак #2                               | Ерик Бауза | Марко Ћурчић |
| Старица                                | Алекс Казарес | Ана Кораћ |
| ТВ најављивач                          | Ерик Бауза | Милан Антонић |
| Шаљивџија                              | Брус Лок | Немања Вановић |
| Артуро Сантјаго                        | Еухенио Дербез (С4Е3а-С4Е5б) Фабио Тасоне (С6Е24а) | Томаш Сарић (С4Е3а-С4Е5б) Милан Антонић (С6Е24а) |
| Пар                                    | Сунил Малхорта | Огњен Дрењанин |
| Мушкарац                               | Сунил Малхорта | Огњен Дрењанин |
| Менаџер перионице                      | Карлос Пена Вега | Бојан Хлишћ |
| Дона                                   | Алекс Казарес | Сања Петровић |
| ТВ најављивач                          | Рубен Гарфијас | Милан Антонић |
| Зликовац                               | Рубен Гарфијас | оригинални глас |
| Ана Роналда                            | Каролина Раваса | оригинални глас |
| Старица                                | Роксана Ортега | оригинални глас |
| Лучадора                               | Сумали Монтано | оригинални глас |
| Маргарита                              | Криција Бахос | Данина Јефтић |
| Мејбел                                 | Телма Хопкинс | Софија Јуричан |
| Мала Рони Ен                           | Изабела Алварез | Мина Ненадовић |
| Мали Хектор                            | Роксана Ортега | Марко Ћурчић |
| Пролазница #1                          | Роксана Ортега | Михаела Стаменковић |
| Пролазник #2                           | Дино Андраде | Павле Јеринић |
| Клинац у публици                       | Алекс Казарес | Марко Ћурчић |
| Баскби                                 | Дино Андраде | Милош Ђуричић |
| Члан публике                           | Дино Андраде | Никола Тодоровић |
| Јун Кван                               | Ерик Нам | оригинални глас |
| Гђа Флорес                             | Мишел Бонила | Ања Орељ |
| Радница на узорцима                    | Алекс Казарес | Данина Јефтић |
| Женска муштерија Меркада               | Криција Бахос | Марија Стокић |
| Мушка муштерија Меркада #1             | Ерик Бауза | Немања Живковић |
| Мушка муштерија Меркада #2             | Сунил Малхорта | Павле Јеринић |
| Мушка муштерија Меркада #3             | Дејвид Чен | Бојан Хлишћ |
| Мушка муштерија Уђите и купите         | Сунил Малхорта | Милан Антонић |
| Ривер                                  | Ерик Бауза | Бојан Хлишћ |
| Ла Тормента                            | Сумали Монтано | Михаела Стаменковић |
| Принцеза Валентина                     | Роксана Ортега | непознато |
| Ла Галина Малвада                      | Алекс Казарес | Снежана Нешковић |
| Ла Тигреса                             | Лори Фрејзер | непознато |
| Луча Либре коментатор                  | Хорхе Р. Гутијерез | Марко Марковић |
| Наставница                             | Лара Џил Милер | Ања Орељ |
| Млади Флип                             | Џон Димаџио | Mateya (С4Е6б) Милош Ђуричић (С5Е8б-Е23а) |
| Директор                               | Фил Ламар | Милош Дашић |
| Милдред Скалис                         | Филис Самплер | Јелена Поповић |
| Жена                                   | Џил Тели | Милена Моравчевић |
| Касир на киоску                        | Џон Димаџио | Лако Николић |
| Продавац кравата                       | Фил Ламар | Милош Дашић |
| Гај Грејзер                            | Џејмс Арнолд Тејлор | Милан Тубић (С4Е7а) Томаш Сарић (С6Е8а) |
| Радник менажерије                      | Џејмс Арнолд Тејлор | Павле Јеринић |
| Џи-пи-ес                               | Кетрин Тејбер | Михаела Стаменковић |
| Најављивачица ТВ рекламе               | Ника Футерман | Михаела Стаменковић |
| Најављивачица ТВ емисије               | Кристина Пучели | Ана Кораћ |
| Мала Лори                              | Кетрин Тејбер | Марија Стокић |
| Бајкер #2                              | Брајан Степанек | Бојан Хлишћ |
| Мушка муштерија                        | непознато | непознато |
| Роботске руке                          | Џил Тели | Михаела Стаменковић |
| Церемонијар изложбе паса               | Кеј Бес | Ана Кораћ |
| Судија изложбе паса #1                 | Греј Делајл | Милена Моравчевић |
| Судија изложбе паса #2                 | Ди Бредли Бејкер | Милош Ђуричић |
| Судија изложбе паса #3                 | Џесика ди Чико | Јована Цавнић |
| Лејси Сејнт Клер                       | Чандни Парех | Јана Пауновић |
| Пени                                   | Лара Џил Милер | Ана Кораћ |
| Перси                                  | Џон Димаџио | Павле Јеринић |
| Капетаница                             | Кари Валгрен | Михаела Стаменковић |
| Ванземаљац                             | Брајан Степанек | Милан Антонић |
| Најављивач реклама                     | Бен Жиру | Милан Антонић |
| ТВ најављивач                          | Мајкл Макдоналд | Иван Заблаћански |
| Аутоматски глас                        | Кари Валгрен | Ивана Тењовић |
| Саветник                               | Бен Жиру | Иван Заблаћански |
| Девојчица #1                           | Кари Валгрен | Снежана Нешковић |
| Девојчица #2                           | Џил Тели | Ивана Тењовић |
| Бертранд                               | Џејмс Арнолд Тејлор | Огњен Мићовић (С4Е10а) Mateya (С6Е16б-надаље) |
| Данте                                  | Кристина Пучели | Марко Ћурчић |
| Морфеј                                 | Ричард Хорвиц | Милош Ђуричић (С4Е10а-С6Е3б, С7Е4а-надаље) Лако Николић (С6Е16б) |
| Борис                                  | Ника Футерман | Милан Антонић (С4Е10а-С6Е4, С6Е16б-надаље) Ана Кораћ (С6Е7б) |
| Муштерија са шеширом                   | Џејмс Си | Милан Антонић |
| Муштерија са поклоном                  | Чарли Шлатер (С4Е10б) Алани Илонгве (С7Е10б) | Бојан Хлишћ (С4Е10б) Милан Тубић (С7Е10б) |
| Конобар                                | Џејмс Си | Павле Јеринић |
| Хасан                                  | Греј Делајл | Иван Павличић |
| Пуковник Остин                         | Џон Димаџио | Павле Јеринић |
| Зомби                                  | Брајан Степанек | Милан Антонић |
| ТВ најављивач                          | Мајкл Макдоналд | Милан Антонић |
| Г. Гурдл                               | Кертис Армстронг | Бојан Хлишћ |
| Гђа Гурдл                              | Греј Делајл | Милена Моравчевић (С4Е12а-Е26б) Ивана Тењовић (С5Е9а, С6Е12-Е23б) Михаела Стаменковић (С5Е12а) Јована Цавнић (С5Е17б) / (говор, С6Е4) Ђурђина Радић (певање, С6Е4) |
| Мими Ханикат                           | Сејнти Нелсен | Милена Моравчевић (С4Е12а) Ивана Тењовић (С5Е9а) Ана Кораћ (С5Е22б, С7Е13а) Михаела Стаменковић (С6Е18б) |
| Џуди Жао                               | Стефани Ше | Михаела Стаменковић |
| Мајка гђе Џонсон                       | Џил Тели | Ана Симић |
| Режисерка                              | Џил Тели | Валентина Павличић |
| Косплејер                              | Ерик Бауза | Милан Тубић |
| Женски судија                          | Бетси Содаро | Милица Јанкетић |
| Мушки судија                           | Ерик Бауза | Виктор Влајић |
| Радница кабине за погађање             | Ника Футерман | Милена Моравчевић |
| Радница кабине са чекићем              | Кристина Пучели | Михаела Стаменковић |
| Електронски глас                       | Кетрин Тејбер | Милена Моравчевић |
| Радник тенка за потапање               | Кит Фергусон | Милош Ђуричић |
| Карта Ајкула                           | Ерик Бауза | Марко Марковић |
| Радник Великог улагача                 | Кит Фергусон | Владан Слијепчевић |
| Најављивачица конвенције               | Кетрин Тејбер | Јована Цавнић |
| Мацин тренер                           | Ерик Бауза | Марко Марковић |
| Тинејџерка                             | Лара Џил Милер | Јана Пауновић |
| Рагби најављивач                       | Џон Димаџио | Бранислав Јевтић |
| Бејзболски најављивач                  | Даран Норис | Марко Марковић |
| Мушкарац                               | Даран Норис | Милан Тубић |
| Џесика                                 | Греј Делајл (С4Е13) Ника Футерман (С4Е17а) | Ивана Тењовић |
| Дечак                                  | Лара Џил Милер | Марко Ћурчић |
| Декино одело                           | Роб Полсен | Марко Марковић |
| Дечак #1                               | Мајкл Макдоналд | Милан Тубић |
| Тијаго                                 | Самјуел Фарачи | Марко Ћурчић |
| Дечко Џордан                           | Ари Каслтон (С4Е15а) Џесика Макена (С5Е26б-надаље) | Никола Тодоровић (С4Е15а) Марко Ћурчић (С5Е26б) Немања Живковић (С8Е2а) |
| Водитељка такмичења                    | непознато | Валентина Павличић |
| Мели Рамос                             | Сабрина Фест | Анђела Џаферовић |
| Гђица Алегра                           | Сабрина Фест | Јована Цавнић (С4Е15б) Михаела Стаменковић (С4Е19а-надаље) |
| Девојчица из обданишта                 | Кристина Пучели | Ивана Тењовић |
| Четвртакиња                            | Џил Тели | Марија Стокић |
| Судија #1                              | Лара Џил Милер (С4Е15б) Џесика ди Чико (С4Е26б) | Ивана Тењовић (С4Е15б) Ања Орељ (С4Е26б) |
| Радник Земље млека                     | непознато | Милан Антонић |
| Армен                                  | Ника Футерман | Mateya |
| Абигејл                                | Џил Тели | Марија Огњеновић |
| Сали                                   | Еј Џеј Локасио | Томаш Сарић (С4Е16а) Немања Вановић (С5Е6б-С7Е2а) Никола Миленковић (С7Е10а) |
| Оливер                                 | Карлтон Берд | Милан Тубић |
| Директорка Риверс                      | Мела Ли | Јелена Поповић |
| Чирлидер                               | Еј Џеј Локасио | Милан Антонић |
| Каратисткиња                           | Греј Делајл | Марија Огњеновић |
| Ерол                                   | Џон Димаџио | Марко Ћурчић (С4Е16а) Немања Вановић (С7Е11а) |
| Црв                                    | Брајан Степанек | Милан Антонић |
| Рецепционерка на хемијском чишћењу     | Кетрин Тејбер | Јована Цавнић |
| Џеси Хилер                             | Анџали Бимани | Јована Цавнић (С4Е17а) Снежана Нешковић (С5Е10б) Ивана Тењовић (С7Е5) |
| Жена                                   | Анџали Бимани | Милена Моравчевић |
| Мушкарац                               | Џон Димаџио | Владан Слијепчевић |
| Члан особља                            | Џон Димаџио | Милан Антонић |
| Жан Хуанов конобар                     | Брајан Степанек (С4Е17а) непознато (С7Е2б) Џејмс Арнолд Тејлор (С7Е4а) | Владан Слијепчевић (С4Е17а) Немања Вановић (С7Е2б) Милош Ђуричић (С7Е4а) |
| Достављач                              | Џеф Бенет | Милан Антонић |
| Сајмон Шарп                            | Ашер Бишоп | Урош Дробац |
| Лејни                                  | Ешли Берч | Анђела Џаферовић |
| Надија                                 | Ешли Кристал Херстон | Ања Орељ |
| Меди                                   | Тара Стронг | Ивона Рамбосек |
| Власница клизалишта                    | Тара Стронг | Михаела Стаменковић |
| Алис                                   | Чандни Парех | Сања Поповић |
| Дечачић                                | Шејн Селорија | Урош Дробац |
| Елиот                                  | Алани Илонгве | Милош Ђуричић |
| Тео                                    | Лук Јангблад | Марко Ћурчић |
| Каито                                  | Марк Догерти | Mateya |
| ТВ најављивачица                       | Тара Стронг | Ана Мандић |
| Спортиста                              | Грант Палмер | Милан Антонић |
| Твинејџер #1                           | Марк Догерти | Никола Тодоровић |
| Твинејџер #2                           | Лук Јангблад | Милан Антонић |
| Твинејџер #3                           | Лук Јангблад | Алекса Станиловић |
| Декстер                                | Итан Лох | Марко Ћурчић |
| Крава Типи                             | Алани Илонгве (С4Е18а-С6Е1б, С7Е10б) Ника Футерман (С7Е2б) | Марко Марковић (С4Е18а, С7Е10б) Бранислав Јевтић (С5Е13а-С7Е2б, С7Е13б) |
| Грацијана                              | Греј Делајл | Ања Орељ |
| Антонио                                | Мајкл Макдоналд | Немања Живковић |
| Клои                                   | Глори Керда | Јана Пауновић |
| Ема                                    | Еванџелин Ломелино (С4Е18б) Сејнти Нелсен (С8Е13а) | Мина Ивановић (С4Е18б) Дарија Врачевић (С8Е13а) |
| Тета Пем                               | Деби Дерибери | Јована Цавнић |
| Доктор                                 | Брајан Степанек | Стеван Пиале |
| Радио ди-џеј                           | Џон Димаџио | Милош Дашић |
| Раџ                                    | Капил Талвалкар | Виктор Влајић (С4Е20б-С5Е5, С7Е1б) Немања Живковић (С6Е17а) |
| Касирка                                | Џил Тели (С4Е20а) непознато (С6Е13а) | Јелена Поповић (С4Е20а) Маријана Живановић (С6Е13а) |
| Студент у кафетерији                   | Даран Норис | Марко Марковић |
| Нибликов носач                         | Брајан Степанек | Виктор Влајић |
| Асистент кексић                        | Греј Делајл | Ања Орељ |
| Неодлучни мушкарац                     | Брајан Степанек | Милош Дашић |
| Цвећар                                 | Стивен Тоболовски | Милош Дашић |
| Старија грађанка                       | Кана Коинума (С4Е20б) Кристина Пучели (С6Е11б) | Владислава Спасић (С4Е20б) Михаела Стаменковић (С6Е11б) |
| Продавац                               | Брајан Степанек | Томаш Сарић |
| Велика Ферн                            | Меган Кавана | Ана Кораћ |
| Најављивачица                          | Греј Делајл | Ања Орељ |
| Хокејаш                                | Брајан Степанек | Милан Тубић |
| Фан хокеја                             | Меган Кавана | Милена Моравчевић |
| Роди Меквадс                           | Кајл Клифорд | Бранислав Јевтић |
| Џек у кутији                           | Бен Жиру | Маријана Живановић |
| Глас играчке телефона                  | Кристина Пучели | Валентина Павличић |
| Глас игрице                            | Џин Димаџио | Немања Живковић |
| Тинејџ радник на игри                  | Ари Каслтон | Бранислав Јевтић |
| Дечачић                                | Бен Жиру | Никола Тодоровић |
| Роџер                                  | Јуџин Берд | Бранислав Јевтић |
| Радник                                 | Џејмс Арнолд Тејлор | Лако Николић |
| Тинејџерка #1                          | Кристина Пучели | Анђела Џаферовић |
| Тинејџерка #2                          | Лара Џил Милер | Ивона Рамбосек |
| Тинејџер                               | Ричард Хорвиц | Никола Тодоровић |
| Дечко из пливачког тима #1             | Оги Бенкс | Никола Тодоровић |
| Дечко из пливачког тима #2             | Ричард Хорвиц | Лако Николић |
| Истина или изазов тинејџер             | Џејмс Арнолд Тејлор | Никола Тодоровић |
| Најављивач у игрици                    | Џеф Бенет | Милош Ђуричић |
| Тркачки ауто                           | Џеф Бенет | Милош Ђуричић |
| Најављивач трке                        | Џеф Бенет | Милош Ђуричић |
| Тритон                                 | Ашер Бишоп | Маријана Живановић |
| Сирена Лори                            | Кетрин Тејбер | Марија Стокић |
| Рок Бог                                | Ника Футерман | Јована Гавриловић |
| Трикси                                 | Џесика ди Чико | Наташа Поповић |
| Доминик Данкстер                       | Џесика ди Чико | Софија Јуричан |
| Рибон                                  | Греј Делајл | Ана Поповић |
| ДеЛола                                 | Греј Делајл | Анастасија Видаковић |
| Робот                                  | Лара Џил Милер | Снежана Нешковић |
| Девојчица #1                           | Кристина Пучели (С4Е24б) Греј Делајл (С5Е25б) | Ивана Тењовић (С4Е24б) Ивона Рамбосек (С5Е25б) |
| Девојчица #2                           | Ника Футерман | Анђела Џаферовић |
| Трећак                                 | Џен Џонс | Лазар Перишић |
| Трећакиња #1                           | Џен Џонс (С4Е24б) Џесика ди Чико (С5Е24б) | Ивона Рамбосек (С4Е24б) Ивана Тењовић (С5Е24б) |
| Изазов-бот                             | Џеф Бенет | Лако Николић |
| Најављивач                             | Џеф Бенет | Милош Ђуричић |
| Марк Самерс                            | Марк Самерс | Бранислав Јевтић |
| Бајкерка                               | Џил Тели | Михаела Стаменковић |
| Рокси                                  | Алисон Стонер | Ивана Тењовић |
| Службеник обезбеђења                   | Фред Таташор | Марко Марковић |
| Бајкер #1                              | Фред Таташор | Марко Марковић |
| Били Џолт                              | Греј Делајл | Милан Тубић |
| Паркирач                               | Роб Полсен | Марко Ћурчић |
| Апликација за шатл                     | Ника Футерман | Софија Јуричан |
| Динки                                  | Џил Тели | Никола Тодоровић |
| Кловн                                  | Џесика ди Чико | Немања Живковић |
| Апликација за доставу                  | Роб Полсен | Милан Тубић |
| Аликација за мобилни бејбиситинг       | Кристина Пучели | Валентина Павличић |
| Средовечни мушкарац                    | Брајан Степанек | Лако Николић |
| Граф Баунсер                           | Џон Димаџио | Марко Марковић |
| Сезона 5                               | | |
| Гђа Салтер                             | Ника Футерман | Софија Јуричан (С5Е1) Михаела Стаменковић (С5Е14а) Марија Стокић (С6Е15б) |
| Беба у бусу                            | Греј Делајл | Маријана Живановић |
| Голф ученица                           | Ника Футерман | Јована Гавриловић |
| Мерил Ферил                            | Греј Делајл | Софија Јуричан (С5Е1) Ања Орељ (С5Е4б, С6Е4) Сања Поповић (С5Е7б-Е8б, Е22б-С6Е3б, С6Е6б-Е11б) Михаела Стаменковић (С5Е12а) Милена Моравчевић (С6Е17а, Е22б-надаље) Валентина Павличић (С6Е20б)                                                                                                 |
| Директорка Рамирез                     | Марисол Николс | Јелисавета Кораксић (С5Е1-2) Милена Моравчевић (С5Е4б) Ања Орељ (С5Е20а-надаље) |
| Беба на часу                           | Кристина Пучели | Јана Пауновић |
| Граничар                               | Даг Роквел | Виктор Влајић |
| Директор Маршал                        | Бен Пронски | Томаш Сарић |
| Хокејаш                                | Брајан Степанек | Томаш Сарић |
| Меди                                   | Џил Тели | Софија Јуричан |
| Гђа Борутски                           | Еме Касл | Снежана Нешковић |
| Сејди                                  | Кетрин Тејбер | / |
| Канадска ученица #1                    | Кетрин Тејбер | / |
| Канађанин                              | Џејмс Арнолд Тејлор | Ана Поповић |
| Г. Ношић                               | Џејмс Арнолд Тејлор | Томаш Сарић |
| Канадски ученик #2                     | Брајан Степанек | Вук Кукањац |
| Жена маунти                            | Минди Стерлинг | / |
| Слушавка                               | Кристина Пучели | / |
| Основкиња                              | Ника Футерман | Ана Поповић |
| Тајлер                                 | Џон Димаџио | Милан Антонић (С5Е3а) Марко Ћурчић (С5Е17а-С6Е15а, С7Е20б-надаље) Немања Вановић (С7Е10б) |
| Купац                                  | Брајан Степанек | Милош Дашић |
| Черечитељка                            | Кари Валгрен | Јована Цавнић (С5Е3а) Ања Орељ (С5Е21а) |
| Професор                               | Брајан Степанек | Бојан Хлишћ |
| Џеф Милер                              | Џон Димаџио | Немања Вановић |
| Карли Милер                            | Ени Сертич | Снежана Нешковић |
| Рајан Милер                            | Пирс Гањон | Виктор Мајер |
| Жена у капуту                          | Греј Делајл | непознато |
| Глас одбројавања                       | Ника Футерман | Михаела Стаменковић |
| Миџ                                    | Џил Тели | Марија Стокић |
| Запослени                              | Греј Делајл | Милан Антонић |
| Посластичар                            | Џон Димаџио | Бојан Хлишћ |
| Ђубретар                               | Брајан Степанек | Бојан Хлишћ |
| Партијанер                             | Брајан Степанек | Милош Дашић |
| Куварица Пат                           | Џејмс Арнолд Тејлор (С5Е4б) Алекс Казарес (С5Е23а-надаље) | Милена Моравчевић (С5Е4б) Ана Кораћ (С5Е23а, С6Е7а-надаље) Софија Јуричан (С6Е2а) |
| Возач камиона са грицкалицама          | Џејмс Арнолд Тејлор | Милан Антонић |
| Библиотекарка                          | Кристина Пучели | Сања Поповић |
| Цимерка                                | Кристина Пучели | Јована Цавнић |
| Студенткиња голферка                   | непознато | Маријана Живановић |
| Студент голфер #1                      | Карлос Алазраки | Немања Живковић |
| Студент голфер #2                      | непознато | Mateya |
| Преводилац                             | Брајан Степанек | Милан Тубић |
| Чирлидерсица #1                        | Кри Самер | Ања Орељ |
| Чирлидерсица #2                        | Џесика ди Чико | Јована Цавнић |
| Најављивач                             | Брајан Степанек | Милош Ђуричић |
| Најављивачица                          | Греј Делајл | Маријана Живановић |
| Чувар                                  | Џон Димаџио | Ђорђе Марковић |
| Керол Линаеус                          | Џенет Варни | Јована Цавнић |
| Аутоматски глас                        | Џенет Варни | Јована Цавнић |
| Кејти Крест                            | Урсула Техеријан | Ања Орељ |
| Рецепционерка                          | Ника Футерман | Јована Цавнић |
| Рум-сервис радник                      | Еј Џеј Локасио | Милош Дашић |
| Бони                                   | Греј Делајл | Ивона Рамбосек |
| Реџ                                    | Фил Ламар | Милан Антонић |
| Весели Џим                             | Брајан Степанек | Марко Марковић |
| Спортски судија                        | Кристина Пучели | Марија Стокић |
| Клинац јарац                           | Греј Делајл | Никола Тодоровић |
| Јарац                                  | Џон Димаџио | непознато |
| Теди                                   | Кристина Пучели | Владан Слијепчевић |
| Основац #1                             | Греј Делајл | Марко Ћурчић |
| Основкиња #1                           | Лара Џил Милер | / |
| Јодловац                               | Хејли Тју | Марија Огњеновић |
| Ученик на штулама                      | Џесика ди Чико | Немања Живковић |
| Џаред                                  | Џесика ди Чико | |
| Најављивач                             | Брајан Степанек | Милош Ђуричић |
| Најављивачица у тржном центру          | Џил Тели | Снежана Нешковић |
| Ученик                                 | Брајан Степанек | Немања Живковић |
| Млада Скуц                             | Греј Делајл | Марија Стокић |
| Тејлор                                 | Греј Делајл | Марија Огњеновић |
| Андерсон                               | Џејмс Арнолд Тејлор | Марко Марковић |
| Пабло                                  | Ричард Хорвиц (С5Е9а) Ерик Лопез (С7Е4б) | Милан Тубић |
| Шетач пса                              | Џон Димаџио | Милан Тубић |
| Ученик са гаћеронкама                  | Џон Димаџио | Јована Цавнић |
| Ученица                                | Џил Тели (С5Е9а) Греј Делајл (С6Е22б) Бахија Ватсон (С7Е18а) | Јована Цавнић (С5Е9а) Ана Кораћ (С6Е22б) Ирина Арсенијевић (С7Е18а) |
| Ученица са гаћеронкама                 | Џил Тели | Снежана Нешковић |
| Гејл Мекбрајд                          | Лорета Девајн | Снежана Нешковић (С5Е9б-С6Е11а) Сања Поповић (С7Е9а, С8Е1б) |
| Старија жена                           | Греј Делајл | Јована Цавнић |
| Гари                                   | Џон Димаџио | Милан Тубић |
| Брита                                  | Џил Тели | Ана Мандић |
| Ученик                                 | Џесика ди Чико | Милош Ђуричић |
| Изазов-бот 2.0                         | Џеф Бенет | Лако Николић |
| Мичи                                   | Џеф Бенет | Милош Ђуричић |
| Другарица из одељења                   | Деби Дерибери | Марија Стокић |
| Дејвид                                 | Ричард Хорвиц (С5Е11а) Стефани Ше (С6Е26б) | Милан Антонић (С5Е11а) непознато (С6Е26б) |
| Вик                                    | Џеј Пи Карлијак | Немања Вановић (С5Е11б) Милош Дашић (С5Е25б-С6Е25б) |
| Репортер                               | Брајан Степанек | Немања Вановић |
| Члан публике #1                        | Ника Футерман | Јована Цавнић |
| Члан публике #2                        | Кристина Пучели | Ивана Тењовић |
| Члан публике #3                        | Џесика ди Чико | Марко Ћурчић |
| Најављивачица избора                   | Кристина Пучели | Ивана Тењовић |
| Другарица из одељења                   | Џесика ди Чико | Ивона Рамбосек |
| Девојчица                              | Џесика ди Чико | Марија Стокић |
| Грађанка                               | Греј Делајл | Марија Стокић |
| Г. Баден                               | Тревор Девал | Бранислав Јевтић |
| Леон Каварати                          | Џонатан Хајландер | Немања Живковић |
| Бебац                                  | Џесика ди Чико | Марија Стокић |
| Каи                                    | Тара Стронг | Михаела Стаменковић |
| Животињски стручњак                    | Алани Илонгве | Бојан Хлишћ |
| Радник пет-шопа                        | Брајан Степанек | Бранислав Јевтић |
| Џоуни Сасафрас                         | Ника Футерман | Јана Пауновић |
| Менаџер комедијског лаунџа             | Оги Бенкс | Томаш Сарић |
| Саиграчица #1                          | Џил Тели | Марија Стокић |
| Саиграчица #2                          | Кри Самер | Ања Орељ |
| Тачдаун-бот                            | Џон Димаџио | Лако Николић |
| Маскота тигра                          | Кри Самер | Марко Ћурчић |
| Конобар                                | Ника Футерман | Немања Живковић |
| Амелија                                | Дејзи Лајтфут | Ирина Арсенијевић |
| Дирк                                   | Елиша Вилијамс | Вук Гајић (С5Е17б) Mateya (С5Е26б) |
| Ученик #1                              | Ника Футерман | Милан Тубић |
| Ученица #2                             | Џесика ди Чико | Ивана Тењовић |
| Ученица #3                             | Лара Џил Милер | Марија Стокић |
| Ученица #4                             | Ника Футерман | Марија Огњеновић |
| Ученица #5                             | Кетрин Тејбер | Марија Стокић |
| Ленард Бука                            | Рик Зиф | Бранислав Платиша |
| Г. Ринслер                             | Џеф Бенет | Милош Ђуричић |
| Тинејџер                               | Ричард Хорвиц | Милан Тубић |
| Успаванка-бот                          | Брајан Степанек | Милан Антонић |
| Другар из одељења #1                   | непознато | Данко Ђорђевић |
| Другарица из одељења #2                | Ника Футерман | Јана Пауновић |
| Рејчел                                 | Џесика ди Чико | Ивона Рамбосек |
| ТВ најављивачица                       | Роксана Ортега | Милена Моравчевић |
| Мариса                                 | Ники Брунер (С5Е21а) Бурганди Трехо Феникс (С7Е1б) | Јана Пауновић |
| Девојка са аутом за голф               | Кари Валгрен | Милена Моравчевић |
| Една                                   | Кари Валгрен | Милена Моравчевић |
| Тинејџерка                             | Лара Џил Милер | Ивона Рамбосек |
| Тинејџер #1                            | Брајан Степанек | Милан Тубић |
| Тијенџер #2                            | Кристина Пучели | Милош Ђуричић |
| Менаџер                                | Брајан Степанек | Милош Ђуричић |
| Службеник обезбеђења                   | Џон Димаџио | Немања Вановић |
| Шелби                                  | Тејлор Полидор | Јана Пауновић |
| Крикет Ван Дорен                       | Кимберли Брукс | Јана Пауновић (С5Е22а) Мина Ивановић (С6Е11б) |
| Глас игрице                            | Кимберли Брукс | Милена Моравчевић |
| Дечак из разреда                       | Џесика ди Чико | Марко Ћурчић |
| Девојчица из разреда                   | непознато | Јана Пауновић |
| Млада Рита                             | Џил Тели | Ана Мандић |
| Млада Пат                              | Алекс Казарес | Ана Кораћ |
| Најављивач                             | Брајан Степанек | Милош Ђуричић |
| Сер Језиви                             | Брајан Степанек | Марко Марковић |
| Дизач тегова                           | Џон Димаџио | Бојан Хлишћ |
| Режисер                                | Ричард Хорвиц | Милан Тубић |
| Др Алварез                             | Криција Бахос | Јована Цавнић (С5Е24б) Михаела Стаменковић (С7Е1а) |
| Фан                                    | Ника Футерман | Марко Ћурчић |
| Зомби                                  | Џон Димаџио | Милош Дашић |
| Старица                                | Лара Џил Милер | Марија Стокић |
| Рецепционерка                          | Греј Делајл | Јована Цавнић |
| Џејден                                 | Ника Футерман (С5Е26а) Кетрин Тејбер (С7Е2а) | непознато (С5Е26а) Јована Чуровић (С7Е2а) |
| Ејдан                                  | Кристина Пучели | Виктор Мајер |
| Одри                                   | Кристина Пучели | Марија Стокић |
| Беба                                   | Лара Џил Милер | непознато |
| Џејденина мама                         | Алекс Казарес (С5Е26а) Кристина Пучели (С6Е13б) | Сања Поповић (С5Е26а) Јована Цавнић (С6Е13б) |
| Ученици                                | Џесика Макена Ника Футерман Џесика ди Чико Лара Џил Милер | Ивана Тењовић Марија Стокић |
| Ученик                                 | Андре Робинсон | |
| Пејџ                                   | Кристина Пучели | Јана Пауновић |
| Сезона 6                               | | |
| Певачица                               | Греј Делајл | Милена Моравчевић |
| Муштерија                              | Брајан Степанек | Немања Живковић |
| Аудиционерка                           | Кетрин Тејбер | Владислава Спасић |
| Глумица                                | Кристина Пучели | Милена Моравчевић |
| Посластичар                            | Џон Димаџио | Бојан Хлишћ |
| Флер Дупонт                            | Дебра Вилсон | Ања Орељ |
| Мопс                                   | Греј Делајл | Марија Стокић |
| Конобар                                | Џон Димаџио | Лако Николић |
| Најављивач                             | Џон Димаџио | Милош Ђуричић |
| Тами Гоблсворт                         | Џоди Бенсон | Валентина Павличић |
| Лејди Емелин                           | Ника Футерман | Марија Огњеновић |
| Дух у смокингу                         | Брајан Степанек | Бранислав Јевтић |
| Дух хипстер                            | Ричард Хорвиц | Бранислав Јевтић |
| Баз                                    | Џои Д'Аурија | Бранислав Јевтић (С6Е3б) Томаш Сарић (С6Е21) |
| Запослени                              | Џои Д'Аурија | Немања Живковић |
| Старица                                | Ника Футерман | Снежана Нешковић |
| Плавуша судија                         | Одри Василевски (С6Е4) Ника Фитерман (С6Е15б) | Марија Стокић (С6Е4) Милена Моравчевић (С6Е15б) |
| Џојс Крендал                           | Кристин Барански | Ања Орељ |
| Грађанка                               | Ивет Никол Браун | Снежана Нешковић |
| Возач булдожера #1                     | Брајан Степанек | Томаш Сарић |
| Возач булдожера #2                     | Џон Димаџио | Немања Живковић |
| Над-секретарица                        | Кристина Пучели | Јована Цавнић |
| Маскота                                | Брајан Степанек | Немања Живковић |
| Умишљена судија                        | Ника Футерман | Михаела Стаменковић |
| Научник критичар                       | Џон Димаџио | Милош Ђуричић |
| Демон                                  | Брајан Степанек | Немања Вановић |
| Научници                               | непознато | Лако Николић Предраг Дамњановић |
| Ученик                                 | Фил Ламар | Немања Живковић |
| Гошћа                                  | Лара Џил Милер | / |
| Водитељка Десертне олује               | Џесика ди Чико | Јована Цавнић |
| Насилник                               | Ника Футерман | Марко Ћурчић |
| Осмак                                  | Греј Делајл | Лако Николић |
| Девојчица                              | непознато | Јована Цавнић |
| Г. Му                                  | Арт Батлер | Томаш Сарић |
| Др Тран                                | Пејџ Леонг | Ана Кораћ |
| Домар                                  | Брајан Степанек | Виктор Влајић |
| Лажно пиле                             | Џон Димаџио | Виктор Влајић |
| Најављивач                             | Џон Димаџио | Милош Ђуричић |
| Човек                                  | Џејмс Арнолд Тејлор | Милан Тубић |
| Камерман                               | Фил Ламар | Немања Живковић |
| Аукционер                              | Дино Андраде | Милош Дашић |
| Др Тед                                 | Џеф Бенет | Александар Глигорић |
| Г. Ојачане титанијумске руке           | Џеф Бенет | Милан Тубић |
| Испитивачица                           | Греј Делајл | Јована Цавнић |
| Возач                                  | Џон Димаџио | / |
| Мушкарац у комбију                     | Џејмс Арнолд Тејлор | Александар Глигорић |
| Девојчица                              | Кристина Пучели | Анђела Џаферовић |
| Кејла                                  | Бахија Ватсон | Мина Ивановић |
| Кристен                                | Ника Футерман (С6Е10б) Лара Џил Милер (С8Е9б) | Марија Огњеновић (С6Е10б) |
| Ешли                                   | Лара Џил Милер | Ивона Рамбосек |
| Поштарка                               | Бахија Ватсон | Марија Стокић |
| Риџ                                    | Џон Димаџио | Предраг Дамњановић |
| Крупан мушкарац                        | Фред Таташор | Бранислав Јевтић |
| Клинац                                 | Фред Таташор | непознато |
| Девојчица                              | непознато | Маријана Живановић |
| Волонтер у дому                        | Брајан Степанек | Немања Живковић |
| Девојчица #1                           | Кристина Пучели | Ивона Рамбосек |
| Девојчица #2                           | Кимберли Брукс | Јана Пауновић |
| Дајана Шервуд                          | Ника Футерман | Анђела Џаферовић |
| Цвећарка #1                            | Кристина Пучели | оригинални глас |
| Цвећарка #2                            | Ника Футерман | оригинални глас |
| Помоћник                               | Картис Армстронг | оригинални глас |
| Студенткиња                            | Ника Футерман | / |
| Андре                                  | Андре Робинсон | Томаш Сарић (С6Е13б) Марко Ћурчић (С7Е11б) |
| Отис                                   | Грифин Пуату | Милош Дашић |
| Нестрпљива муштерија                   | Џон Димаџио | Немања Живковић |
| Глас одбројавања                       | Џон Димаџио | Бојан Хлишћ |
| Компјутерски глас                      | Чарли Шлатер | Милан Тубић |
| Друг-бот                               | Чарли Шлатер | Милан Тубић |
| Гавин                                  | Крис Наоки Ли | Милан Антонић (С6Е14б) Никола Тодоровић (С7Е2б) |
| Феликс                                 | Владимир Версај | Немања Живковић |
| Мушкарац                               | непознато | Немања Живковић |
| Разводник                              | Владимир Версај | Бојан Хлишћ |
| Певач                                  | Алани Илонгве | / |
| Певачица                               | Кри Самер | / |
| Невеста                                | Хејли Тју | Татјана Димитријевић |
| Бариста                                | Џејмс Си | Милош Ђуричић |
| Конобар                                | Џејмс Си | Немања Живковић |
| Ученик                                 | Џесика ди Чико | Виктор Мајер |
| Судија                                 | Дебра Вилсон (С6Е16а) Секунда Вуд (С8Е3а) | Милена Моравчевић (С6Е16а) непознато (С8Е3а) |
| Старија жена                           | Дебра Вилсон (С6Е16а) Алекс Казарес (С7Е9б) | Јована Цавнић |
| Створење из експеримента               | Дебра Вилсон | Милан Тубић |
| Ким                                    | Алекса Кан | Ивона Рамбосек |
| Бред                                   | Џејк Грин | Марко Ћурчић |
| Распевани тип                          | Ричард Хорвиц | Лако Николић (говор) / (певање) |
| Мушкарац                               | Џејмс Арнолд Тејлор | Бранислав Јевтић |
| Мушкарац у ђакузију                    | Џејк Грин | Милош Дашић |
| Денис                                  | Џон Димаџио | Милан Антонић |
| Крики                                  | Кри Самер | оригинални глас |
| Поштар                                 | Џон Димаџио | Виктор Влајић |
| Џена                                   | Алекс Елис | Дана Барбара (С6Е17а) Снежана Нешковић (С6Е26а) |
| Волтер                                 | Џесика ди Чико | Томаш Сарић |
| Али                                    | Џуди Алис Ли | Милена Моравчевић |
| Студент                                | непознато | Лако Николић |
| Дејви Дивоц                            | Ентони дел Рио | Виктор Влајић |
| Радник у студентској кафетерији        | Ентони дел Рио | Виктор Влајић |
| Радник у студентској радњи             | Даран Норис | Томаш Сарић |
| Чистачица                              | Лара Џил Милер | Марија Огњеновић |
| Студенткиња                            | Џуди Алис Ли | Милена Моравчевић |
| Глас НАСА                              | Лара Џил Милер | Јована Цавнић |
| ТВ Најављивач                          | Џон Димаџио | Немања Вановић |
| Глумица у сапуници                     | Сејнти Нелсен | Милена Моравчевић |
| Купац                                  | Џон Димаџио | Немања Вановић |
| Метју                                  | Фил Ламар | Милош Дашић |
| Камерман                               | Фил Ламар | Милош Дашић |
| Глас телефона                          | Кристина Пучели | Марија Стокић |
| Џи-пи-ес глас                          | Џон Димаџио | Милан Тубић |
| Компјутерски глас                      | Ника Футерман | Марија Стокић |
| Девојчица                              | непознато | Марија Стокић |
| Старица                                | Дебра Вилсон | Марија Стокић |
| Флин                                   | Ника Футерман | Алекса Станиловић |
| Дете Фоксових                          | Џесика ди Чико | Марко Ћурчић |
| Г. Фокс                                | Џон Димаџио | Немања Вановић |
| Муштерија                              | Греј Делајл | Ања Орељ |
| Зомбији                                | Рубен Гарфијас Алекс Казарес Роксана Ортега Ника Футерман Џесика ди Чико | Милан Антонић Немања Живковић Маријана Живановић |
| Ернесто Естреља                        | Џорџ Лопез | Марко Марковић |
| Чирлидер                               | Кристина Милиција | Лако Николић |
| Софија                                 | Кристина Милиција | Марија Огњеновић |
| Дечак са чипсом                        | Зено Робинсон | Марко Ћурчић |
| Клинац у ормарићу                      | Кристина Милиција | Марко Ћурчић |
| Дечак са жваком                        | Зено Робинсон | Лако Николић |
| Божићни вилењак                        | Греј Делајл | Милан Антонић |
| Конобар Аморове пице                   | Габријел Тајгерман | Милош Ђуричић |
| Џефри                                  | Кимберли Брукс (С6Е24б) Одри Василевски (С7Е16а) | Марија Огњеновић (С6Е24б) Марко Ћурчић (С7Е16а) |
| Мишел                                  | Кари Валгрен (С6Е24б) Џесика ди Чико (С7Е10а) | Јована Цавнић (С6Е24б) непознато (С7Е10а) |
| Маријела Мос                           | Секунда Вуд | Валентина Павличић |
| Рецепционер                            | Карлос Алазраки | Милош Дашић |
| Кројачица                              | Секунда Вуд | непознато |
| Дизајнерка                             | Алекс Казарес | Милена Моравчевић |
| Модел са цветном хаљином               | Секунда Вуд | Јана Пауновић |
| Модел са зеленом хаљином               | Лилијана Мами | Ања Орељ |
| Модел са жутом хаљином                 | Алекса Пена Вега | Милена Моравчевић |
| Самјуел                                | Џеј Пи Карлијак | Милан Тубић |
| Безбедносни систем                     | Џејмс Арнолд Тејлор | Лако Николић |
| Ученик са гаћеронкама                  | Алекс Казарес | Виктор Влајић |
| Ана (Ен)                               | Кристина Ви | оригинални глас |
| Девојчица                              | Кимберли Брукс | Маријана Живановић |
| Г. Сејерс                              | Кестон Џон | Александар Глигорић |
| Девојка за клупом                      | Кимберли Брукс | Јана Пауновић |
| Ели                                    | Стефани Ше | непознато |
| Сезона 7                               | | |
| Френсис                                | Куртне Тејлор | Ана Кораћ |
| Службеник обезбеђења                   | Џон Димаџио | Немања Вановић |
| Игра плесна битка                      | Криција Бахос | Марија Стокић |
| Чет                                    | Зено Робинсон | Mateya |
| Брук                                   | Каузар Мохамед | Михаела Стаменковић |
| Еван                                   | Вил Чој | Марко Ћурчић |
| Рођенданац                             | Рај Чејс | Марко Ћурчић |
| Малишан                                | Кристина Пучели | Јована Чуровић |
| Малишан са играчком                    | Алисон Стонер | Виктор Мајер |
| Кондуктер                              | Еј Џеј Локасио | Милош Дашић |
| Радник у биоскопу                      | Крис Наоки Ли | Лако Николић |
| Клинац у кабини                        | Алисон Стонер | Марко Ћурчић |
| Најављивач за слаткише                 | Џон Димаџио | Милош Дашић |
| Страствена приповедачица               | Кристина Пучели | Јована Цавнић |
| Достављач                              | Брајан Степанек | Немања Живковић |
| Далтон                                 | Исак Робинсон Смит | Немања Живковић |
| Слатки Џек                             | Исак Робинсон Смит | Милан Антонић |
| Гумени меда                            | Лара Џил Милер | Јована Цавнић |
| Певајуће гумене меде                   | Греј Делајл Кристина Пучели | Милан Антонић Јована Чуровић |
| Старац                                 | Џон Димаџио | Немања Живковић |
| Др Чудни                               | Џон Димаџио | Бранислав Јевтић |
| Девојке на бензинској станици          | Џил Тели Анџали Бимани | Марија Стокић Јована Цавнић |
| Конобарица                             | Анџали Бимани | Милена Моравчевић |
| Тркач буретом                          | Брајан Степанек | Милош Дашић |
| Босли Булсворт                         | Марк Декарло | Александар Глигорић |
| Рецепционерка                          | Џени Лоренцо | Ирина Арсенијевић |
| Фан у жутој мајици                     | непознато (С7Е7а) Ника Футерман (С7Е13а) Џесика Макена (С8Е2а) | Ђурђина Радић (С7Е7а) Марко Ћурчић (С7Е13а) Ирина Арсенијевић (С8Е2а) |
| Фан у црвеној мајици                   | непознато (С7Е7а) Џесика Макена (С8Е2а) | Ђурђина Радић (С7Е7а) Ања Радовановић (С8Е2а) |
| Карирани Бред                          | Ерик Морган Стјуарт | Бранислав Јевтић Милан Тубић (певање) |
| Радник                                 | Тод Хаберкорн | Марко Ћурчић |
| Тутси                                  | Кристина Пучели | Милена Моравчевић |
| Судија                                 | Тод Хаберкорн | Александар Глигорић |
| Чак                                    | Тод Хаберкорн | Немања Живковић |
| Најављивачица                          | Ника Футерман | Ања Орељ |
| Хипик                                  | Брајан Степанек | Лако Николић |
| Калвин Кокос                           | Пол Ајдинг | Милан Антонић |
| Нора Нусбаум                           | Карен Марујама | Софија Јуричан |
| Асистенткиња продукције #1             | Секунда Вуд | Маријана Живановић |
| Фан                                    | Карен Марујама | Милена Моравчевић |
| Асистенткиња продукције #2             | Секунда Вуд | Ирина Арсенијевић |
| Репортерка Тинслтаун трачаре           | Кристина Пучели | Марија Огњеновић |
| Стилиста                               | Исак Робинсон Смит | Милан Тубић |
| Сценариста                             | Исак Робинсон Смит | Немања Живковић |
| Мушкарац у гужви                       | Карлос Алазраки | непознати #1 |
| Ручавалац #1                           | Брајан Степанек | Милош Ђуричић |
| Ручавалац #2                           | Карлос Алазраки | Немања Живковић |
| Најављивач                             | Фред Таташор | Марко Марковић |
| Продавац                               | Ендру Моргадо | Лако Николић |
| Папагај                                | Фред Таташор | Марко Марковић |
| Астрид Бјорклундсон                    | Карен Страсман | Михаела Стаменковић |
| Ученик                                 | Дијего Александер | Никола Миленковић |
| Нина                                   | Кристина Ви | Ирина Арсенијевић |
| Певајућа девојка                       | Кристина Ви | Јована Васић |
| Девојка у реду                         | Кристина Ви | Дана Барбара |
| Малишан                                | Кристина Пучели | непознато |
| Менаџер радње                          | Еј Џеј Локасио | Милан Тубић |
| Поспани старац                         | Алани Илонгве | Милан Тубић |
| Мрзовољни старац                       | Џон Димаџио | Немања Вановић |
| Оператер вожње                         | Алани Илонгве | Александар Глигорић |
| Посетилац парка                        | Џон Димаџио | Немања Вановић |
| Фреди Фанго                            | Френк Колисон | Лако Николић |
| Возач                                  | Френк Колисон | непознато |
| Карла                                  | Кристин Додсон | Ирина Арсенијевић |
| Мајка тренера Кек                      | Греј Делајл | Михаела Стаменковић |
| Позорница Ширли                        | Мара Џуно | Михаела Стаменковић |
| Најављивачица                          | Мара Џуно | Ања Орељ |
| Ученик                                 | Дијего Александер | Лако Николић |
| Ученик у зеленој мајици                | Сејнти Нелсен (С7Е13а) Греј Делајл (С8Е2а) | Марко Јакшић (С7Е13а) Марко Ћурчић (С8Е2а) |
| Ученик у црвеној мајици                | Џесика ди Чико | Марко Ћурчић |
| Селфи ученик                           | Кимберли Брукс | Марко Ћурчић |
| Водитељ                                | Том Кени | Марко Марковић |
| Месопланина                            | Алани Илонгве | Бранислав Јевтић |
| Бела Пунишић                           | Џун Дајен Рафаел | Михаела Стаменковић |
| Мачка провалница                       | Греј Делајл | Сања Поповић |
| Пи-пи беба                             | Греј Делајл | Милан Тубић |
| Сладолеџија                            | Том Кени | Бранислав Јевтић |
| Деда Мраз                              | Џон Димаџио | Томаш Сарић |
| Поли                                   | Дејвид Лоџ | Бојан Хлишћ |
| Тони                                   | Тревор Девал | Немања Живковић |
| Хенк                                   | Матеус Ворд | Предраг Дамњановић |
| Ед                                     | Ерик Бауза | |
| Чланица публике                        | Камали Минтер | |
| Возач                                  | Џон Димаџио | |
| Старица                                | Дебра Вилсон | |
| Ингрид                                 | Кристина Милиција | Ања Орељ |
| Кендис                                 | Кристина Милиција | Михаела Стаменковић |
| Поштар                                 | Рик Зиф | |
| Шерон Бука                             | Озиома Акага | Михаела Стаменковић |
| Шејн Бука                              | Кристофер Ливингстон | Mateya |
| Шелби Бука                             | Кајри Макалпин | Мина Ивановић |
| Мика                                   | Џесика ди Чико | Марија Стокић |
| Амбер                                  | Имоџен Коен | Ивона Рамбосек |
| Муштерије                              | непознато | Марија Стокић Милош Дашић Милена Моравчевић |
| Грађевинци                             | непознато | Александар Глигорић Бојан Хлишћ Милош Дашић |
| Продавац виршли                        | Ди Бредли Бејкер | Милош Ђуричић |
| Муштерија                              | Грант Палмер | непознато |
| Ролер дерби девојчица                  | Лара Џил Милер | |
| Дечак #1                               | Роби Дејмонд | |
| Дечак #2                               | Роби Дејмонд | |
| Запослени                              | Роби Дејмонд | |
| Клара (Кара)                           | Скарлет Естевез | Јована Васић |
| Отмена жена                            | Лара Џил Милер | |
| Отмени мушкарац                        | Мајкл Макдоналд | |
| Жена са фенси панталонама              | Сејнти Нелсен | |
| Мушкарац са фенси панталонама          | Хари Пејтон | |
| Реџиналд Робертсон Рајли III           | Брајан Сомер | |
| Мајстор Д                              | Џон Димаџио | Бранислав Јевтић |
| Жена на опери                          | Џесика ди Чико | Милена Моравчевић |
| Мушкарац на опери                      | Арт Батлер | Александар Глигорић |
| Фенси гост                             | Дијего Александер | Милош Дашић |
| Сезона 8                               | | |
| Аутоматизовани систем                  | Ника Футерман | Снежана Нешковић |
| Члан посаде                            | Хари Пејтон | Милош Ђуричић |
| Девојка у љубичастој мајици            | Кимберли Брукс | Јована Цавнић |
| Ученик                                 | Џесика Макена | Лако Николић |
| Ученица                                | Кри Самер | Милена Моравчевић |
| Ленс Бука                              | Роб Ригл | Немања Вановић |
| Шајло Бука                             | Бахија Ватсон | Лазар Перишић |
| Морнар                                 | Рик Зиф | Лако Николић |
| Компјутерски глас                      | Секунда Вуд | Марија Стокић |
| Деб                                    | Кристина Пучели | Ања Радовановић |
| Запослени у Подриг пљеки               | Фил Ламар | непознати #1 |
| Муштерија #1                           | Кристина Пучели | Марија Стокић |
| Беба                                   | Џесика ди Чико | Јована Чуровић |
| Жена на десној страни                  | Секунда Вуд | Марија Стокић |
| Брза Еди                               | Стефани Кербис | Милена Моравчевић |
| Велики точкићи                         | Џон Димаџио | Александар Глигорић |
| Службеник обезбеђења                   | Џон Димаџио | непознати #1 |
| Пити Вимпл                             | Колин О'Шонеси | Mateya |
| Плавушица                              | Колин О'Шонеси | Анђела Џаферовић |
| Девојчица са пунђицама                 | Камали Минтер | |
| Наранџастокоси дечак                   | Камали Минтер | |
| Дечачић                                | Кетрин Тејбер | Марко Ћурчић |
| Њутон                                  | Сунил Малхорта | Милан Антонић |
| Оператер                               | Сунил Малхорта | Марко Марковић |
| Икс                                    | Сара Најлс | Ања Орељ |
| Фенси гост                             | Дејвид Шонеси | Милош Дашић |
| Гост на забави                         | Брајан Степанек | Милан Тубић |
| Мишићави шпијун                        | Дејвид Шонеси | Немања Живковић |
| Интершпијунски агент                   | Кестон Џон | Лако Николић |
| Гроф од Натингама                      | Брус Макинон | Александар Глигорић |
| Краљ                                   | Брус Макинон | непознати #1 |
| Нона Виола                             | Изабела Роселини | Ана Кораћ |
| Фан                                    | Лилијана Мами | Ивана Тењовић |
| Хенрик                                 | Грифин Пуату | Никола Миленковић |
| Власник пса                            | Бен Жиру | Томаш Сарић |
| Швајцарски певач                       | Бен Жиру | Немања Вановић |
| Нос Ф Рату                             | Марк Гаљарди | Милош Ђуричић |
| Ула Рату                               | Луција Пол | Снежана Нешковић |
| Механичар                              | Марк Гаљарди | Бојан Хлишћ |
| Водич                                  | Елијас Туфексис | Милан Тубић |
| Минотаур                               | Елијас Туфексис | Бојан Хлишћ |
| Киклоп                                 | Џејсон Јанг | Немања Вановић |
| Сирене                                 | Ешли Јун Кики Халидеј Тара Лејн | Јована Чуровић Ирина Арсенијевић Маријана Живановић |
| Грк                                    | Елијас Туфексис | непознати #1 |
| Џош                                    | Каролина Раваса | Марко Јакшић |
| Дете                                   | Кристина Пучели | |
| Вежбачица                              | Кристина Пучели | |
| Старица                                | Џесика ди Чико | |
| Старац                                 | Фред Таташор | |
| Жена                                   | Греј Делајл | |
| Газда                                  | Фред Таташор | |
| Винстон                                | Деби Дерибери | |
| Дечак                                  | Деби Дерибери | |
| Сунчавалац                             | Џон Димаџио | |
| Најављивач                             | Џон Димаџио | |
| Џејми Хилер                            | Анђела Малхорта | |
| Ученик #1                              | Одри Василевски | |
| Ученик #3                              | Анђела Малхорта | |
| Ученик #4                              | Деби Дерибери | |
| Ученик #5                              | Одри Василевски | |
| Ученик #6                              | Тејлор Полидор | |
| Ученик #7                              | Тејлор Полидор | |
| Ученик #8                              | Одри Василевски | |
| Тату артист                            | Еј Џеј Локасио | |
| Жена                                   | Кристина Ви | |
| Клинац                                 | Кристина Ви | |
| Рецепционер                            | Раул Себаљос | |
| Старац                                 | Брајан Степанек | |
| Полицајац #1                           | Фред Таташор | |
| Свемирац #1                            | Фред Таташор | |
| Свемирац #2                            | Одри Василевски | |
| Свемирци                               | Фред Таташор Одри Василевски | |
| Бини Бревински                         | Кејтлин Роброк | |
| Параг                                  | Бехзад Дабу | |
| Старац #1                              | Брајан Степанек | |
| Старац #2                              | Бехзад Дабу | |
| Муштерија                              | Џесика ди Чико | |
| Сезона 9                               | | |
| Репортерка                             | Кри Самер | |
| Александар                             | Дијего Александер | |
| Мега                                   | Исак Робинсон Смит | |
| Гига                                   | Исак Робинсон Смит | |
| Најављивач                             | Исак Робинсон Смит | |
| Тамз                                   | Клео Томас | |
| Клинац #1                              | Греј Делајл | |
| Клинац #2                              | Џесика ди Чико | |
| Клинац #3                              | Кри Самер | |
| Мушкарац                               | Џон Димаџио | |
| Деда Типи                              | Алани Илонгве | |
| Фотограф                               | Алани Илонгве | |
| Рецепционер                            | Алани Илонгве | |
| Додатни гласови                        | Бен Жиру | |
| Др Снег                                | Брајан Степанек | |
| Најављивач                             | Џон Димаџио | |
| Глумац Дејвида Стила                   | Дру Рауш | |
| Пица мајстор                           | Шон Кенин | |
| Пинг понг играч                        | Кри Самер | |
| Пинг понг играч                        | Џесика ди Чико | |
| Г. Финкл                               | Рајан В. Гарсија | |
| Запослени                              | Рајан В. Гарсија | |
| Спасилац                               | Рајан В. Гарсија | |
| Менаџерка                              | Одри Василевски | |
| Карлос                                 | Кевин Ендру Ривера | |
| Паркер                                 | Кени Јејтс | |
| Члан Момци ће бити момци               | Роби Дејмонд | |
| Краљ матуре                            | Кевин Ендру Ривера | |
| Краљица матуре                         | Греј Делајл | |
| Ученица #1                             | Тијана Камачо | |
| Ученик #2                              | Роби Дејмонд | |
| Ученик #3                              | Роби Дејмонд | |
| Ученик #4                              | Кевин Ендру Ривера | |
| Ученица #5                             | Аријел Фурније | |
| Ученица #6                             | Роми Дејмс | |
| Уленик #7                              | Кени Јејтс | |
| Челси                                  | Џесика ди Чико | |
| Чедли                                  | Џон Димаџио | |
| Рики                                   | Пол Кастро мл. | |
| Конобарица                             | Џесика ди Чико | |
| Извиђачица                             | Џесика ди Чико | |
| Приповедач                             | Фред Таташор | |
| Вођа трупе                             | Кена Ремзи | |
| Жена                                   | Кена Ремзи | |
| Мушкарац                               | Дијего Александер | |
| Најављивач                             | Џон Димаџио | |
| Ученик фан #1                          | Алекс Казарес | |
| Ученик фан #2                          | Џесика Макена | |
| Остало                                 | | |
| Наслов серије                          | / | Никола Булатовић |
| Инсерти                                | / | Милан Тубић Марко Марковић |
| Наслови епизода                        | / | Маријана Живановић |
| Уводна песма                           | Даг Роквел | Жарко Степанов Милан Тубић |

## Списак ликова

### Главни ликови
- Линколн Бука — Једанаестогодишњи дечак, једино мушко и шесто најстарије дете у породици Бука. Он је страствен читалац стрипова и често говори гледаоцима о хаотичним условима његовог домаћинства. Линколн је рођен 2005. године и тајно излази са девојчицом по имену Рони Ен Сантијаго.
- Лори Бука — Седаманаестогодишња девојка, најстарије дете породице Бука. Лори је приказана као цинична тинејџерка која шаље поруке свом момку Бобију Сантијагу преко свог смартфона.
- Лени Бука — Шеснаестогодишња девојка, друго најстарије дете породице Бука. Лени је добра, лепа али ограничена плавуша која показује таленат у модном дизајну. У епизоди "", откривено је да има страх од паука као и њен отац.
- Луна Бука — Петнаестогодишња девојка, треће најстарије дете породице Бука. Она је музичар и поседује већи број инструмената. Њен идол је музичар Мик Свегер.
- Луен Бука — Четрнаестогодишња девојка, четврто најстарије дете породице Бука и шаљивџија породице. Она носи протезу, има прскајуће цвеће на блузи и ципелама и поседује лутку по имену Господин Кокос са којом избоди трбухозборство.
- Лин Бука Јр. — Тринаестогодишња девојка, пето најстарије дете породице Бука и атлета породице. Она тежи да започиње разна такмичења у породици. У епизоди "Overnight Success", тата је назива "Лин Бука Јуниор ".
- Луси Бука — Осмогодишња девојчица, пето најмлађе дете породице Бука. Луси је готичарка са интересовањем за поезију, сеансе и готичарску фикцију. Има бледу кожу и дугу црну косу која јој сакрива очи. Луси такође има неприродну моћ да се одједном појави на другим местима што стално плаши њену породицу.
- Лана Бука и идентична сестра близнакиња Лоли Бука којој, као и Лани, фале два предња зуба. Она је мушкарача која воли забаву и да запрља руке. Стално нервира Лолу и мајстор је за све. Лана је рођена 2 минута пре Лоле.
- Лола Бука — Шестогодишња девојчица, треће најмлађе дете породице Бука и идентична сестра близнакиња Лани Бука којој такође фале горњи зуби. Углавном побеђује на изборима лепоте.
- Лиса Бука — Четворогодишња девојчица, друго најмлађе дете породице Бука и чудо од детета које је завршило колеџ врло рано. Обожава да решава сложене једначине и извршава најсложеније експерименте у којима често користи њену браћу и сестре, као и Клајда као заморче. Носи округле наочаре, прича шушкајући и ретко показује емоције.
- Лили Бука — Беба стара петнаест месеци и најмлађе дете породице Бука. Линколн има специјалну повезаност са Лили и чува је у многим ситуацијама. Такође често губи своју одећу и пелене, што доводи до тога да њене сестре и брат покушавају да је врате.
- Клајд Мекбрајд — Једанаестогодишњи дечак и Линколнов најбољи пријатељ. Он је син јединац и већину времена проводи са Линколном. Клајд гаји неузвраћену љубав према Лори и у њеној близини се углавном онесвести, пође му крв на нос или почне да говори и понаша се попут робота.

### Споредни ликови
- Лин Бука Ср. — Отац породице Бука чије је лице сакривано током прве сезоне, да би први пут било приказано на почетку друге сезоне, у епизоди "11 Louds a Leapin'". Лин старији углавном зауставља свађе између своје деце. У епизоди "", откривено је да он и Лени имају страх од паука. У епизоди "Cover Girls" је откривено да је Луен наследила смисао за хумор од њега.
- Рита Бука — Мајка породице Бука чије је лице сакривано током прве сезоне, да би први пут било приказано на почетку друге сезоне, у епизоди "11 Louds a Leapin'". Рита ради као асистент зубару.
- Хауард и Харолд Мекбрајд — Клајдови очеви.
- Боби Сантјаго — Лорин момак латино порекла. Током серије се бавио различитим пословима.
- Рони Ен Сантјаго — Бобијева сестра која воли Линколна Буку.
- Агнес Џонсон — Наставница Линколну и Клајду.
- Мрвица— Лунин асистент приликом паковања опреме и инструмената.
- Кристина — Девојчица која је првобитно ишла у Линколново одељење. Била је Линколнова симпатија, али када је он у јавност пустио видео у коме, између осталог, на понижавајући начин открива симпатије према њој, Кристина се пребацила у друго одељење.
- Др. Лопез — Клајдов доктор. Његово лице није виђено али је споменут.
- Флип — Старији човек који држи бензинску пумпу. Продаје Флипије, његов најбољи сок.
- Мик Свегер — Лунин идол, пародија Мика Џегера.
- Господин Гунђалић — Комшија породице Бука. Старији човек који има велику породицу, али живи далеко од њих, због чега је често мрзовољан. Често за себе задржава предмете које други, углавном деца Бука, случајно убаце у његово двориште.
- Ас Сналажљиви — Суперхерој и насловни јунак Линколновог омиљеног стрипа.
- Алберт — Отац Рите Бука, деда Линколну, Лили, Лиси, Лоли, Лани, Луси, Лин, Луен, Луни, Лени и Лoри.

### Љубимци породице Бука
- Чарлс — Питбул породице Бука.
- Клиф — Мачка породице Бука.
- Ђио — Хрчак породице Бука.
- Волт — Канаринац породице Бука.
- Изи — Ланин љубимац гуштер.
- Хопс — Ланин љубимац жаба.
- Ел Дијабло — Ланин љубимац змија.
- Лана има десетину других рептила у њеној соби.
- Породица Бука такође има четири рибице.

## Производња
Цртану серију Кућа бука је створио Крис Савино за канал Никелодион. Савино је серију базирао на његовим догађајима одрастања у великој породици. Током развоја серије, породица Бука је требало да буде сачињена од зечева, пре него што је Савину саветовано да буду људи. Идеју је препоручио Никелодиону 2013. као двоминутни кратки филм за њихов програм кратких филмова. Током јуна 2014, Никелодион је најавио да ће сезона од 13 епизода бити створена. Број епизода је касније повећан на 26. 25. маја 2016, Никелодион је најавио другу сезону од 14 епизода.
Ова цртана серија је анимиране од стране Jam Filled Entertainmentа, канадски-базиран анимациони студио у Отави који је у власништву компаније Boat Rocker Media и анимација је рађена ручно, дигиталним путем преко рачунара користећи последње ажурирање Toon Boom Harmony софтвера за разлику од Адоби флеша да би анимација била глатка.

## Цензура
Синхронизоване су све сезоне, међутим, многи сегменти нису емитовани. У питању су епизоде у којима се појављују Хауард и Харолд, очеви Клајда Мекбрајда. Они су први званични истополни пар у неком Никелодионовом остварењу. Такође је прескочена и епизода 212б, због последње сцене, у којој се открива да Луна гаји љубавна осећања према Сем, која је такође женског пола. Због свега овога су многи љубитељи анимиране серије критиковали синхронизацијски студио, сматрајући да се ради о цензури ЛГБТ ликова.
Осим тога, негде је цензурисана и сама чињеница да Клајд има два оца. У сегменту 207б (Изгубљена сећања) Клајд у српској верзији каже да је његов тата (једнина, док је у оригиналу множина: „моје тате”, my dads) поставио фотографије на облак (клауд), а касније каже и да нешто вежба са својим родитељима (у оригиналу се опет помињу очеви). Насупрот томе, у каснијим епизодама то није прикривено, па тако у сегменту 302а (Бели зец) Клајд саопштава Линколну, као одговор на неки његов коментар, да је исту ствар једном приликом рекао татама, док се у сегменту 220а (То, брате) може видети породична фотографија Мекбрајдових. Такође у епизоди са продукцијским бројем 224 (Смицалице) Клајд експлицитно помиње тате у множини, а у епизоди 313б (Линколн као... столар?) очеви се коначно појављују у епизоди српске синхронизације, додуше само на кратко. Клајдови очеви, као и Лунина симпатија Сем се први пут појављују у епизоди 417б (Савршен наступ) без цензуре.
Целокупан списак неемитованих сегмената је следећи: 109а, 116а, 119а, 120а, 120б, 201, 203а, 209а, 212б, 217а, 218б, 226а. Други делови полуприказаних епизода (нпр. сегмент 109б, који иначе иде уз 109а) првобитно такође нису приказивани, али већ у другом кругу емитовања приказани су заједно са сегментом неке друге епизоде, како би се уклопили у предвиђено време емитовања, које чине два сегмента. За ово није заслужан синхронизацијски студио, већ сам Никелодион, пошто је његов програмски фид исти за целу централну и источну Европу, а не само државе у којима се приказује српска синхронизација. Исте епизоде нису приказиване ни на хрватској верзији канала.
Епизоде пете сезоне попут Dad Reputation, Animal House, Lori Days, In The Mick of Time и Fam Scam су забрањене у централно-источној европском програмском фиду Никелодеона због Афричког фида Никелодеона, која се дели са неколико земаља у којима је хомосексуалност илегална. Јужна Африка је једина афричка држава у којој су истополни бракови легални, као и Runaway McBride где се више одвија око Мекбрајдових очева.

## Стрипови
Специјалан мини-стрип, под називом  (срп. Rasprava, borba, kuponi добијања задњег парчета) је био доступан бесплатно на конвенцији San Diego Comic-Con 2015. Стрип је написао и илустрирао Крис Савино.
Други стрип, под називом Deuces Wild је креиран за Comic-Con 2016. Стрипови базирани на шоу се појављују у најновијим бројевима Никелодион магазина.

## Одзив
Кућа Бука је постала број један анимирана телевизијска серија на телевизији за мање од месец дана емитовања. Током маја 2016. серија је добила просечно 68% више гледалаца у циљној групи деце старости од 6–11 година него остале цртане серије на Ницкелодеону у мају претходне године. Заменио је Сунђер Боба Коцкалонеа као најоцењенију ТВ серију у јуну 2016.

## Кућни медији
| Регион | Назив комплета         | Сезона | Размера | Број епизода | Трајање    | Датум објављивања |
| ------ | ---------------------- | ------ | ------- | ------------ | ---------- | ----------------- |
| 1      | Добродошли у кућу Бука | 1      | 16:9    | 13           | 305 минута | 23. мај 2017.     |
| 1      | То постаје гласније    | 1      | 16:9    | 13           | 293 минут  | 22. мај 2018.     |
| 1      | Релативни хаос         | 2      | 16:9    | 13           |            | 21. мај 2019.     |
| 2      | Веома бучни Божић      | 1, 2   | 16:9    | 7            | 90 минута  | 29. октобар 2018. |

## Приказивање широм света
| Државе емитовања | Језик                | ТВ канал | Назив                             | Премијера        |
| --- | -------------------- | --- | --------------------------------- | ---------------- |
| Србија · Црна Гора · Република Српска · Северна Македонија | Српски               | Никелодион (ЦИЕ) (СРБ) | Кућа Бука                         | 29. август 2016. |
| Хрватска · БИХ | Хрватски             | Никелодион (ЦИЕ) (ХРВ) | Kuća obitelji Glasnić             | 29. август 2016. |
| Аустралија · Хонг Конг · Индонезија · Ирска · Канада · Малезија · Нови Зеланд · САД · Сингапур · Тајланд · Република Кина · УК                                                                       | Енглески             | Никелодион (АФР) Никелодион (ЈА) Никелодион (МЛЗ) Никелодион (САД) Никтунс (САД) само једном, грешка Никелодион (ВБР/ИРЕ) Никтунс (ВБР/ИРЕ) ЈТВ |                                   | 2. мај 2016.     |
| Алжир · Бахреин · Коморос · Џибути · Египат · Ирак · Јордан · Кувајт · Либан · Либија · Мауританија · Оман · Палестина · Катар · Саудијска Арабија · Сомалија · Судан · Сирија · Тунис · УАЕ · Јемен | Арапски              | Никелодион (Арабија) | (manzil lavd)                     | 15. мај 2016.    |
| Бугарска | Бугарски             | Никелодион (ЦИЕ) (БЛГ) | (K'ščata na Šumnikovi)            | 29. август 2016. |
| Чешка · Словачка | Чешки                | Никелодион (ЦИЕ) (ЧШК) |                                   | 29. август 2016. |
| Данска | Дански               | Никелодион (ДАН) |                                   | 16. мај 2016.    |
| Француска | Француски            | Никелодион (ФРА) |                                   | 16. мај 2016.    |
| Израел | Хебрејски            | Никелодион (ИЗР) | (haraašanim)                      | 15. мај 2016.    |
| Холандија · Фландрија | Холандски            | Никелодион (ХОЛ/ФЛА) |                                   | 16. мај 2016.    |
| Индонезија | Индонежански         | Никелодион (ЈА) |                                   |                  |
| Италија | Италијански          | Никелодион (ИТА) |                                   | 15. мај 2016.    |
| Јужна Кореја | Корејски             | Никелодион (ЈКР) | (Lingkeon-ui jib-eseo sal-anamgi) | 15. мај 2016.    |
| Мађарска | Мађарски             | Никелодион (ЦИЕ) (ХУН) |                                   | 29. август 2016. |
| Малезија | Малајски             | Никелодион (МАЛ) |                                   |                  |
| Хонг Конг · Сингапур · Република Кина · Тајланд | Мандарински (Тајван) | Никелодион (ЈА) | ()                                |                  |
| Немачка | Немачки              | Никелодион (ГЕР) |                                   | 16. мај 2016.    |
| Норвешка | Норвешки             | Никелодион (НОР) |                                   | 16. мај 2016.    |
| Пољска | Пољски               | Никелодион (ПОЉ) |                                   | 16. мај 2016.    |
| Бразил | Португалски          | Никелодион (БРА) |                                   | 16. мај 2016.    |
| Португалија | Португалски          | Никелодион (ПОР) |                                   | 23. мај 2016.    |
| Румунија | Румунски             | Никелодион (ЦИЕ) (РУМ) |                                   | 29. август 2016. |
| Русија · Белорусија · Украјина | Руски                | Никелодион (ЗНД) Никелодион (ЦИЕ) (РУС) | (Moj šumnji dom)                  | 28. мај 2016.    |
| Словенија | Словеначки           | Никелодион (ЦИЕ) (СЛО) |                                   | 29. август 2016. |
| Аргентина · Боливија · Централна Америка · Чиле · Доминиканска Република · Еквадор · Колумбија · Мексико · Парагвај · Перу · Уругвај · Венецуела                                                     | Шпански              | Никелодион (ЛА) |                                   | 16. мај 2016.    |
| Шпанија | Шпански              | Никелодион (ШПА) |                                   | 23. мај 2016.    |
| Шведска | Шведски              | Никелодион (ШВЕ) |                                   | 16. мај 2016.    |
| Турска | Турски               | Никелодион (ТУР) |                                   | 16. мај 2016.    |